# Armada Española
Die Armada Española ist die spanische Kriegsmarine. Sie bildet zusammen mit dem Ejército de Tierra (Heer) und dem Ejército del Aire (Luftwaffe) die spanischen Streitkräfte. Die spanische Marine hat eine lange, zeitweise ruhmreiche Tradition. Sie ist die fünftstärkste Kriegsmarine der NATO (nach der US-amerikanischen, britischen, französischen und italienischen Marine). In der Armada dienen rund 27.000 Berufssoldaten, sie umfasst 95 Schiffe sowie 60 Flugzeuge und Hubschrauber.

## Geschichte

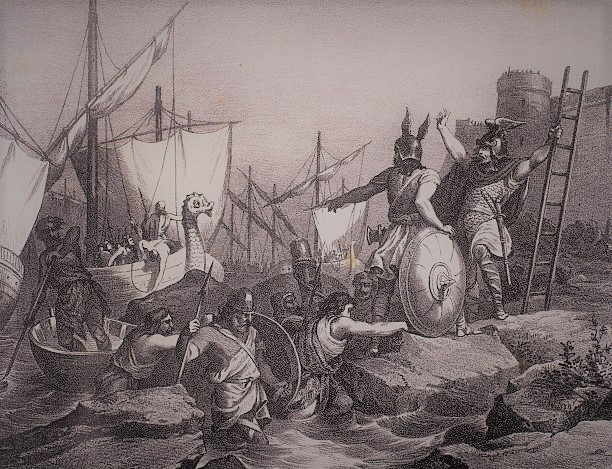
Mit seiner Flotte kappte Westgoten-König Sisebut nicht nur den Nachschub der Oströmer, sondern eroberte 618 auch Ceuta und Tanger

Die Seeschlacht von Lepanto 1571

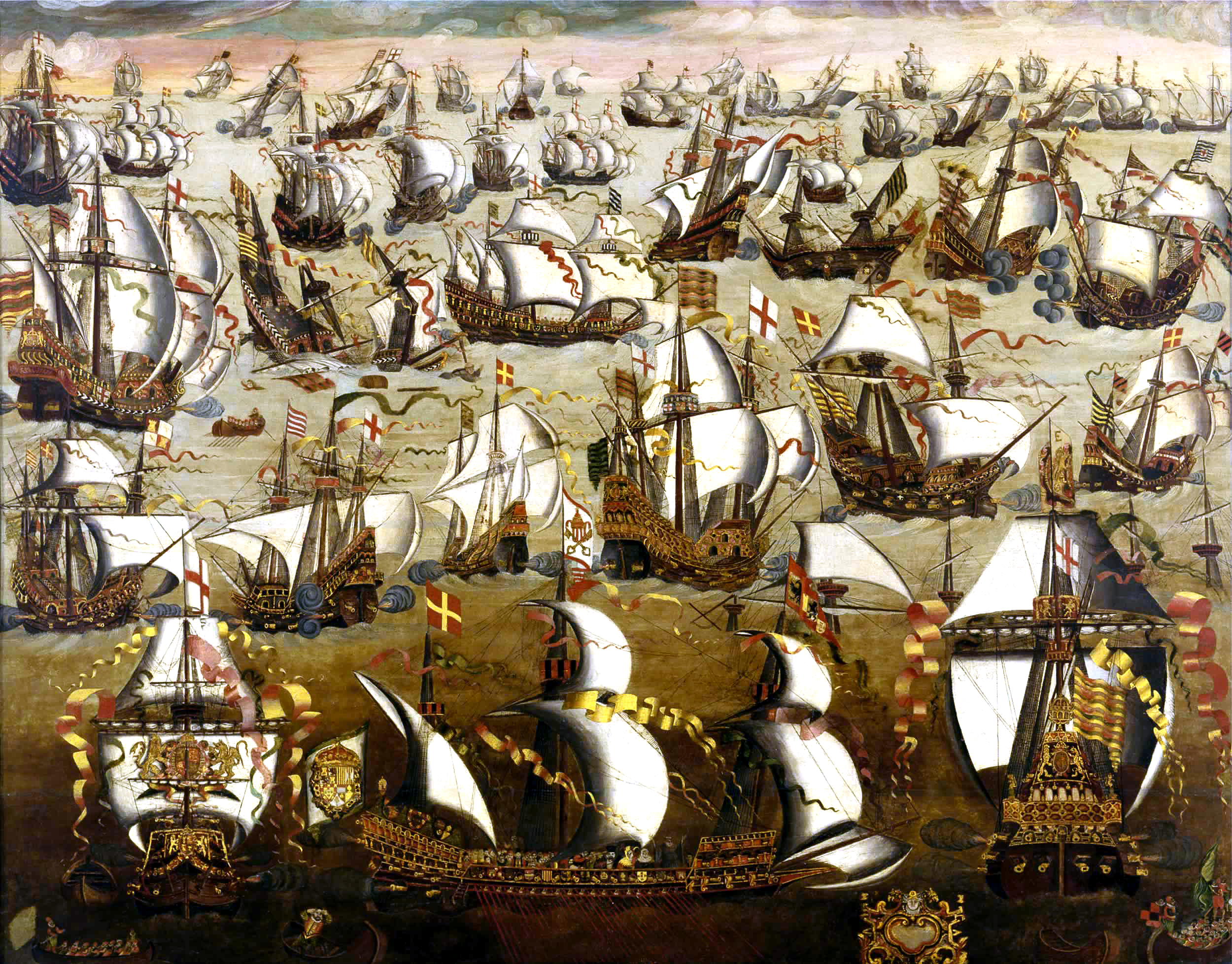
Die Spanische Armada 1588

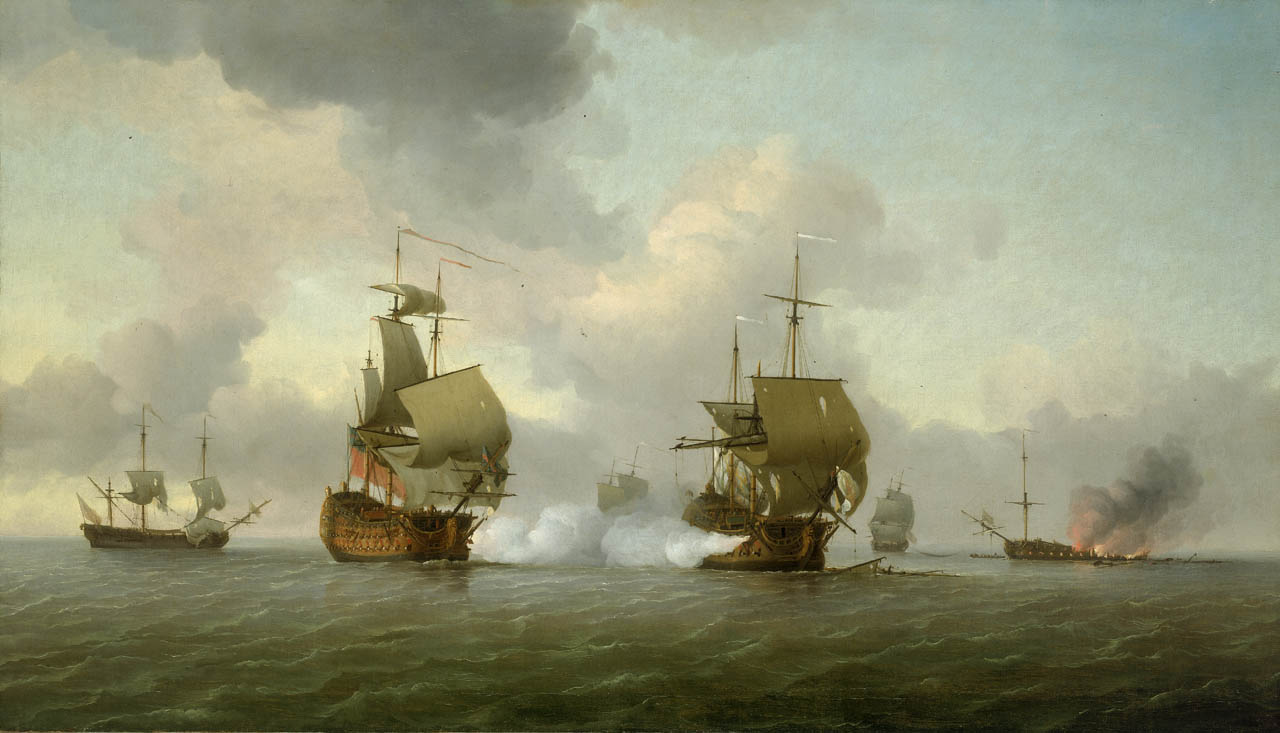
Kapitän de la Cerda führte mit dem Linienschiff Glorioso 1747 vier Gefechte gegen eine Übermacht von bis zu 13 britischen Kriegsschiffen

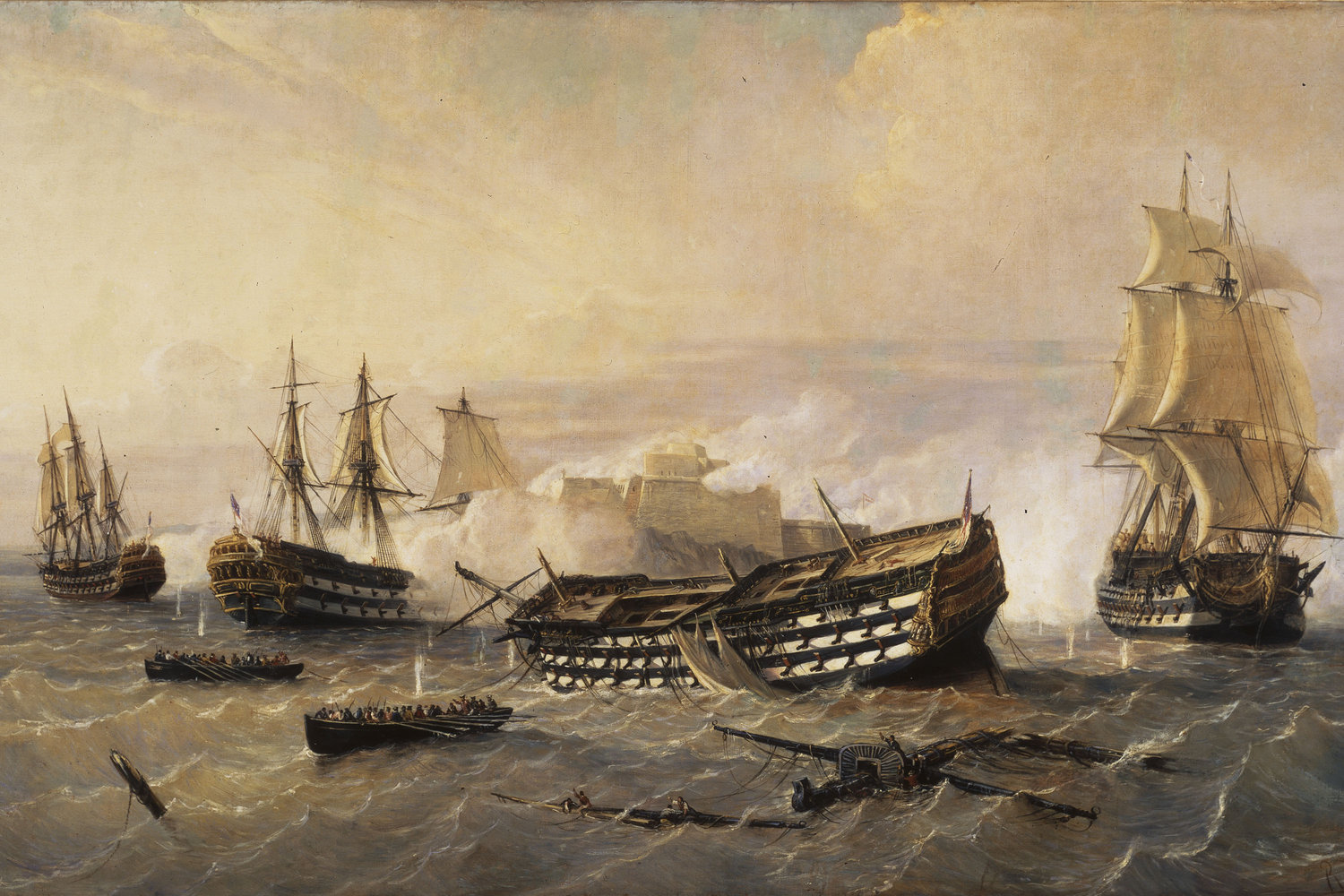
Bei der Belagerung von Havanna verlor die spanische Marine 1762 mindestens elf Linienschiffe.

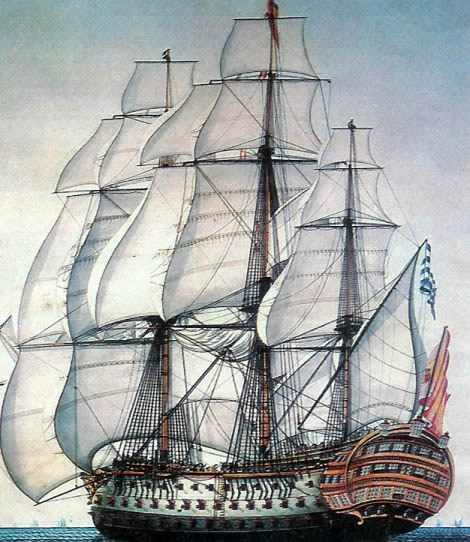
Das spanische Flaggschiff Santísima Trinidad wurde 1805 in der Schlacht von Trafalgar versenkt

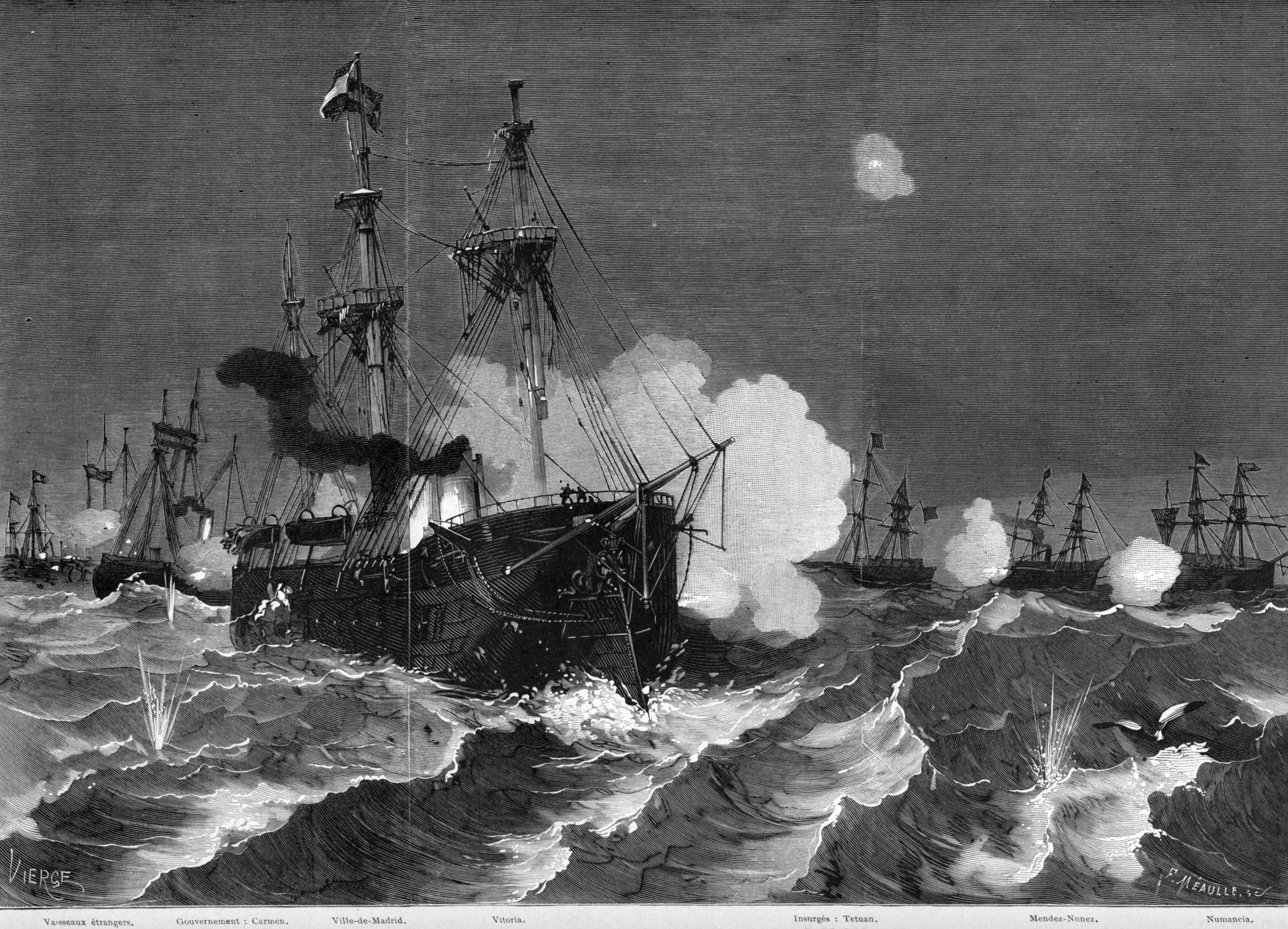
Vor Cartagena kam es 1873 zu einem Seegefecht zwischen Spaniens Zentralregierung und Regionalisten

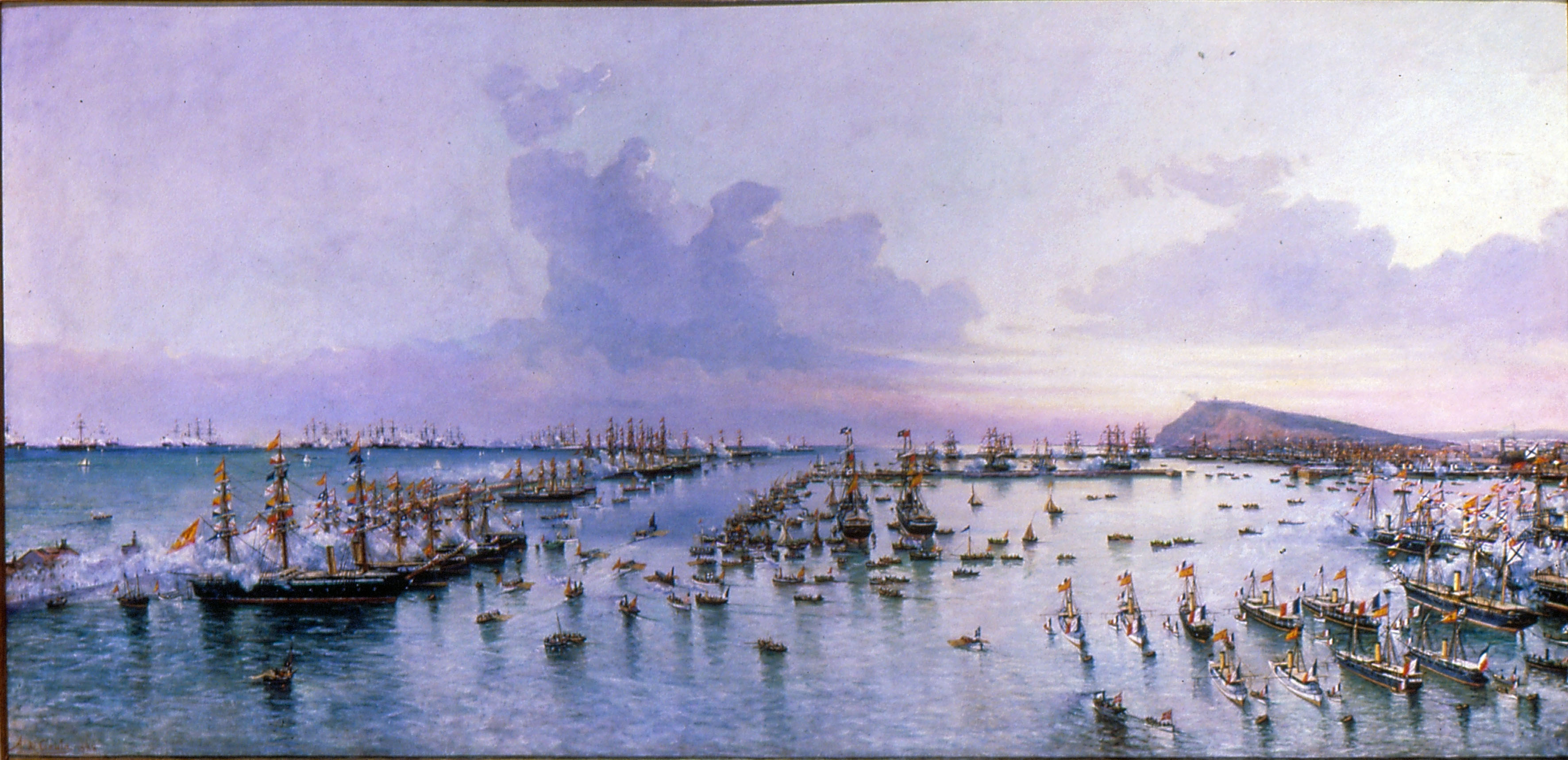
Flottenparade spanischer und ausländischer Schiffe zu Ehren der Regentin Maria Christina während der Weltausstellung in Barcelona 1888

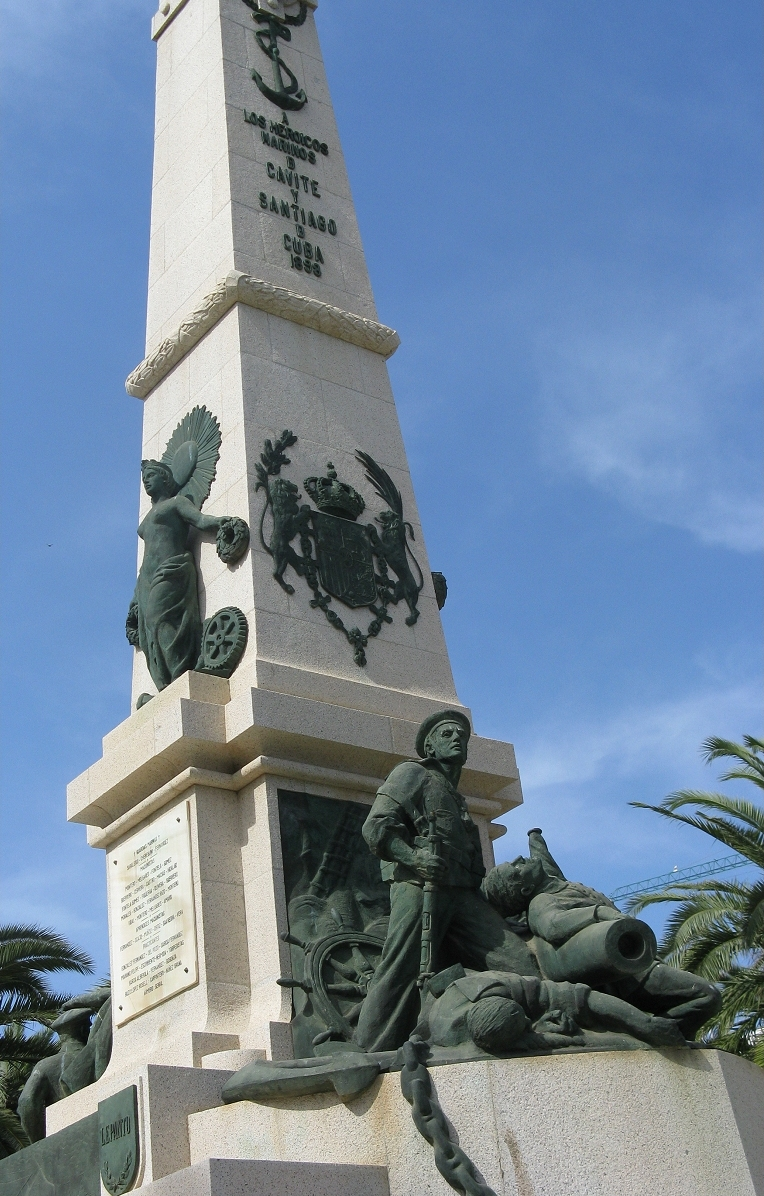
Den Helden von Cavite gewidmetes Denkmal in Cartagena für die in der Schlacht in der Bucht von Manila bzw. bei der Verteidigung Cubas und der Philippinen gegen die USA etwa 5.000 gefallenen spanischen Marinesoldaten

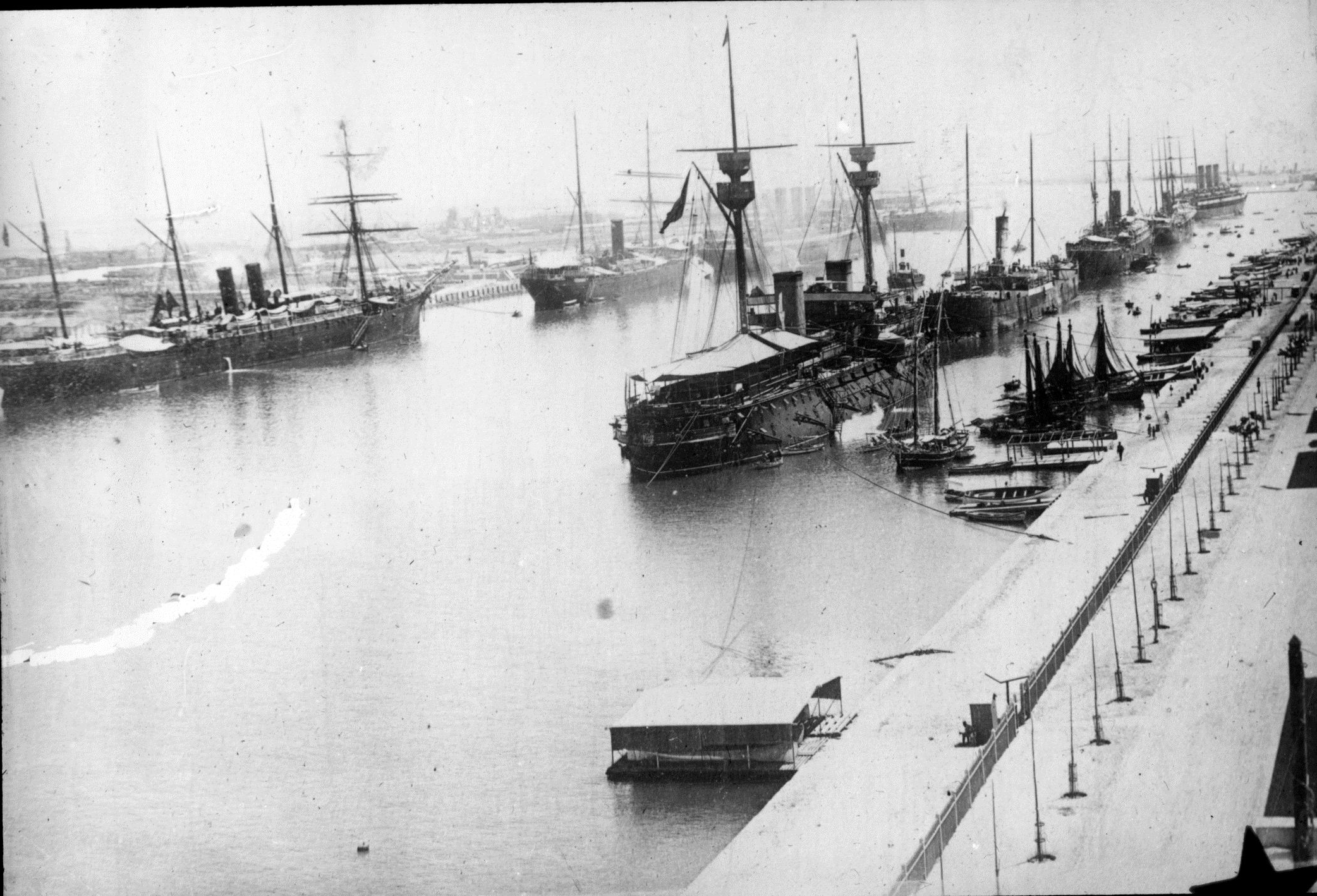
Die Pelayo und das spanische Reservegeschwader 1898 am Suezkanal

### Vorläufer
Bereits in der Antike waren auf der Iberischen Halbinsel Kriegsschiffe und Flotten gebaut worden. Karthager und Römer hatten die Küstenorte zu Hafenstädten und Werften ausgebaut. Die letzte karthagische Flotte segelte im Jahr 205 v. u. Z. von Cádiz über Menorca nach Oberitalien, um Hannibal Verstärkungen gegen die Römer zu bringen; und die letzte weströmische Flotte wurde im Jahr 460 im Hafen von Portus Ilicitanus (Santa Pola) bei Cartagena von den Vandalen zerstört. Gegen die Oströmer in Málaga und Cartagena konnten sich die Spanien beherrschenden Westgoten erst behaupten, als sie zu Beginn des 7. Jahrhunderts mit dem Aufbau einer eigenen Flotte begannen; und auch die die Westgoten ablösenden Mauren von Córdoba bauten ab Mitte des 9. Jahrhunderts in Sevilla eigene Flotten, um sich der Raubzüge der Wikinger zu erwehren. Der gegen die Wikinger siegreiche maurische Admiral Chaschchasch soll über den Atlantik sogar bis nach Amerika gesegelt sein – 600 Jahre vor Kolumbus. Neben der Atlantikflotte in Sevilla wurde Anfang des 10. Jahrhunderts in Almería auch noch eine Mittelmeerflotte vor allem zur Abwehr der nordafrikanischen Fatimiden geschaffen.
Beim Auseinanderbrechen des maurischen Kalifats von Córdoba fiel der Großteil der kalifalen Flotte Anfang des 11. Jahrhunderts an den Emir al-Mudschahid von Dénia. Seine Schiffe beherrschten das westliche Mittelmeer über die Balearen hinaus bis nach Sardinien, und auch nach seiner Niederlage gegen die italienischen Seerepubliken Genua und Pisa (1016) bzw. der Eroberung Dénias durch andere maurische Nachfolgereiche (1076) blieb zumindest Mallorca bis zum Beginn des 13. Jahrhunderts noch ein bedeutender Piratenstützpunkt mit einer starken Piratenflotte. Mit der Eroberung der maurischen Hafenstädte fiel nicht nur das Land, sondern auch die Herrschaft auf See an die christlichen Reconquista-Reiche Aragon und Kastilien. Aragon war im 12. Jahrhundert durch die Vereinigung mit Katalonien (Grafschaft Barcelona) zur Seeanrainer- bzw. Seemacht geworden, ab dem 13. Jahrhundert expandierte es im Mittelmeer (Balearen, Sardinien, Sizilien, Neapel). Kastilische Flotten kämpften im 14. Jahrhundert gegen Flotten des Königreichs Portugal (Seeschlachten vor Lissabon und vor Saltés) und des Königreichs England (Seeschlachten von La Rochelle und vor Gravesend).

### Blüte
Die spanische Marine entstand Ende des 15. Jahrhunderts nach der Vereinigung Kastiliens mit der Krone von Aragon. Zwar dauerte es bis ins 18. Jahrhundert, als durch die Thronübernahme der Bourbonen und die Zentralisierung, die mit ihnen Einzug hielt, die Flotten der beiden Königreiche offiziell vereinigt wurden, doch von Beginn an operierten die mittelmeerlastige, großteils aus Galeeren bestehende, aragonesische Flotte und die kastilische, bestehend aus Naos und Karavellen, gemeinsam. Erste Erfolge konnten die Spanier während jener Epoche auf See bereits in den Italienischen Kriegen unter Gonzalo Fernández de Córdoba y Aguilar erzielen sowie bei diversen Feldzügen in Nordafrika unter Pedro Navarro, die mit den Eroberungen von Melilla, Peñón de Vélez de la Gomera, Peñón de Alhucemas sowie Oran endeten. Geprägt war jene Zeit vor allem durch den Konflikt der christlichen Mittelmeermächte mit nordafrikanischen Korsaren sowie dem Osmanischen Reich um die Vormachtstellung auf See. Zunächst unterlagen Spanier und Venezianer den Korsaren und Osmanen 1538 bei Preveza und 1560 bei Djerba. Der Sieg einer von Spanien angeführten Heiligen Liga in der Seeschlacht von Lepanto beendete 1571 die Einflussnahme der Osmanen im westlichen Mittelmeer und führte in der Folge auch zu einer Verlagerung der spanischen Kräfte und Bemühungen in den Atlantikraum und dem Übergang zur Galeone als bedeutendstem Kriegsschiff der Flotte.
Das Ende des 16. und der Beginn des 17. Jahrhunderts waren geprägt von stetigen religiösen und politischen Konflikten mit England und den Niederlanden im Zuge des Achtzigjährigen Krieges. Besondere Bekanntheit erlangte die versuchte Invasion Englands durch eine Spanische Armada. Bereits 1579 und 1580 waren spanische Schiffe an der irischen Küste gelandet, doch 1587 hatte der englische Korsar Francis Drake mindestens 37 große Kriegsschiffe der zur Invasion in England vorgesehenen spanischen Flotte im Hafen von Cadiz versenkt. Die eigentliche Armada wurde 1588 teilweise im Kampf gegen die Engländer, vor allem aber durch Stürme und ungünstige Winde geschwächt und konnte die geplante Invasion nicht ausführen. Die schwere Niederlage der Armada leitete aber noch nicht den Übergang der Vormacht zu See von Spanien auf England ein – im Gegenteil; die Spanier begannen nach 1588 erst systematisch eine Kriegsmarine für den Atlantik aufzubauen. Die Spanier verdreifachten ihre Silberausfuhren aus den Überseekolonien und vereitelten den von Drake geleiteten Gegenangriff auf die Halbinsel, bekannt als die Gegenarmada; eine erneute Eroberung von Cádiz durch die Engländer 1596 und die damit verbundene Zerstörung weiterer Kriegsschiffe konnten sie jedoch nicht verhindern. Während des Neunjährigen Krieges landeten spanische Schiffe 1596 und 1601 nochmals zur Unterstützung der Aufständischen in Irland, verloren jedoch auch dabei weitere Schiffe. Einige Siege auf See im Karibischen Raum, unter anderem nach einem versuchten Angriff von Drake und John Hawkins auf San Juan, der mit dem Tod der beiden berühmtesten englischen Freibeuter jener Zeit endete, führten 1604 zum Londoner Vertrag und einen rund 20-jährigen Frieden zwischen den beiden Ländern.

### Niedergang und erneute Blüte
Einen militärisch deutlich schwereren Schlag gegen die spanische Vormachtstellung auf See stellte die Schlacht bei Gibraltar im Jahre 1607 dar, bei der eine von Jacob van Heemskerk befehligte niederländische Flotte eine spanische, die an der Bucht von Gibraltar ankerte, überraschte und vollständig zerstörte. Spanien verlor auf einen Schlag 21 Kriegsschiffe, darunter 10 große Kriegsgaleonen. Noch folgenschwerer war dem Marinehistoriker Alexander Meurer zufolge die Seeschlacht bei den Downs (1639), von der Niederlage gegen die Niederländer erholte sich die spanische Kriegsmarine nicht mehr; mehr als 40 Kriegsschiffe wurden zerstört oder fielen in Feindeshand. Mit den Niederlagen gegen französische Flotten bei Guetaria bzw. Genua (1638), Cádiz (1640), Barcelona (1642), Cartagena (1643) und Ortobello (1646) ging auch die Seeherrschaft im Mittelmeer verloren. In den letzten Jahres des Achtzigjährigen Krieges versuchten die Niederländer die Philippinen unter ihre Kontrolle zu bringen. In den Seeschlachten der La Naval de Manila (1646) erlitten sie jedoch trotz zahlenmäßiger Überlegenheit, Kommandant Maarten Gerritszoon de Vries verfügte über 16 Galeonen während die spanischen Verteidiger nur drei Manila-Galeonen aufbieten konnten, eine schwere Niederlage. Die erfolgreiche Verteidigung sicherte den Fortbestand der spanischen Kolonien in Asien. Aus eigener Kraft konnte Spanien jedoch im Mittelmeer seine Besitzungen nicht mehr verteidigen und musste dafür ausgerechnet die Niederländer um Hilfe bitten, doch auch die vereinte spanisch-niederländische Flotte unterlag 1676 in der Seeschlacht vor Palermo den Franzosen, weil die Spanier die von ihnen gerufenen Niederländer kaum unterstützten. In der zweiten Hälfte des 17. Jahrhunderts verlor Spanien sukzessive seine Vormachtstellung in den Weltmeeren an die Niederlande, England und Frankreich, blieb aber eine Seemacht. Die spanische Flotte spielte noch eine bedeutende Rolle als Verbindung zu den Kolonien.
Im 18. Jahrhundert übernahmen in Spanien die Bourbonen die Krone und begannen u. a. eine weitreichende Reform der Flotte, zunächst aber unterlag die spanische Flotte 1718 in der Seeschlacht vor Kap Passero den Briten. Eine weitere spanische Flotte, die zur Invasion Schottlands ausgesandt worden war, ging 1719 vor Kap Finisterre im Sturm verloren. Unter Einbeziehung französischer und italienischer Ingenieure wurde der Schiffbau weiterentwickelt sowie die Armada vollständig zentralisiert. Zwar konnte die Bourbonen-Allianz die seit dem Spanischen Erbfolgekrieg bestehende britische Vormachtstellung nicht brechen, vor allem an der Seite der französischen Marine konnte die spanische Flotte der britischen Royal Navy jedoch noch bis 1805 Paroli bieten. Im Polnischen Thronfolgekrieg und im Österreichischen Erbfolgekrieg landeten spanische Schiffe erfolgreich Truppen in Italien, bedurften dafür aber der Deckung durch französische Geleitschiffe. Ohne französische Hilfe in der Seeschlacht bei Toulon wäre beispielsweise die nach Genua entsandte spanische Flotte nicht nach Spanien zurückgekehrt. Auch in den Atlantik und in die Karibik entsandte spanische Verstärkungen wurden von französischen Schiffen beschützt. Doch die Möglichkeiten der französischen Flotte, spanische Konvois zu schützen, reichten nicht aus, und mehrere, vor Kap Finisterre  und Kap St. Vincent  geschlagene Seeschlachten endeten mit spanischen bzw. französischen Niederlagen.
Die spanische Marine errang aber auch Siege, vor allem im Zuge des War of Jenkins’ Ear, einem Kolonialkrieg, bei dem England ergebnislos versuchte, die spanische Vormachtstellung im karibischen Raum zu brechen. Einen ruhmreichen Namen machte sich hierbei Blas de Lezo; der aufgrund zahlreicher Verletzungen (er verlor bei Schlachten ein Bein, einen Arm sowie ein Auge) als „Patapalo“ (Holzbein) bekannte spanische Admiral fügte den Briten vor Cartagena eine schwere Niederlage zu. Das Scheitern der britischen Invasionen vor Cartagena und Santiago de Cuba trug dazu bei, zumindest für die nächsten zwei Jahrzehnte den Fortbestand der spanischen Herrschaft in diesen Teilen Amerikas zu sichern, auch wenn die Briten 1748 vor Havanna noch ein spanisches Geschwader schlagen konnten.
Weniger Glück bei der Abwehr britischer Landungen hatte die spanische Marine im Siebenjährigen Krieg. Bei der Belagerung von Havanna wurde 1762 das gesamte Karibik-Geschwader der spanischen Flotte von der Royal Navy zerstört oder erbeutet, für die Rückgabe Havannas mussten die Spanier den Briten Menorca und Florida überlassen. Im Amerikanischen Unabhängigkeitskrieg (1775–1783) unterstützten Spanien und Frankreich die Dreizehn Kolonien. Zu Beginn dieses Krieges verfügte die spanische Kriegsflotte über 76 durchweg neue Linienschiffe sowie 131 Fregatten und Korvetten, die Ausbildung der Mannschaften und die Führungsfähigkeiten der Offiziere waren jedoch oft minderwertig. Eine wichtige Rolle spielte die Armada dennoch beispielsweise in der Schlacht um Pensacola. Die von Bernardo de Gálvez y Madrid angeführten spanische Marineinfanterie stürmte am 8. Mai 1781, nach zweimonatiger Land- und Seebelagerung, die Stadt Pensacola und zwang die britischen Truppen  zur Kapitulation. Die Schlacht stellte den Höhepunkt der spanischen Rückeroberung Floridas von den Briten dar. Zwar gelang Spaniern und Franzosen im gleichen Jahr auch die Rückeroberung Menorcas, doch die Rückeroberung Gibraltars scheiterte, da es dem greisen Admiral Luis de Córdova weder gelang, die Briten in Gibraltar zu blockieren noch die Straße von Gibraltar zu sperren.

### Erneuter Niedergang
Der Niedergang Spaniens als Seemacht wurde im 19. Jahrhundert besiegelt. Das mit Napoléon verbündete Spanien kämpfte an Frankreichs Seite in der Schlacht von Trafalgar. In dessen Verlauf besiegte die Royal Navy unter Vizeadmiral Horatio Nelson die französisch-spanische Armada unter dem französischen Vizeadmiral Pierre Charles de Villeneuve. Dieser sollte im Auftrag Napoleons aus dem von den Briten blockierten Hafen von Cádiz ausbrechen. Doch seine Flotte erlitt dabei eine verheerende Niederlage: Die Briten eroberten oder zerstörten 20 seiner Schiffe, darunter die einzigartige Santísima Trinidad, während sie selbst kein einziges Kampfschiff verloren.
Von dieser Niederlage konnte sich das von Napoléon besetzte und zeitweise im Chaos mehrerer Bürgerkriege versunkene Spanien nicht mehr erholen. In der Folge verlor Spanien im Zuge des Mexikanischen und des südamerikanischen Unabhängigkeitskrieges einen Großteil des ehemaligen Kolonialreiches. Von Frankreich, Großbritannien und Russland wurden gebrauchte oder ausgemusterte Kriegsschiffe gekauft, die ersten Dampfer sogar ausgerechnet von Mexiko. Um 1830 zählte die spanische Kriegsflotte nur noch sieben Linienschiffe und Fregatten sowie 20 kleinere Kriegsschiffe. Gemeinsam konnten britische und spanische Schiffe und Marinesoldaten zwar 1847 die Revolution in Portugal und gemeinsam mit den Franzosen 1849 die Römische Republik unterdrücken, doch gegen die Flotten der neuentstandenen Staaten Südamerikas konnte sich die spanische Marine im Spanisch-Südamerikanischen Krieg trotz der Bombardierung von Valparaíso und Callao nicht durchsetzen.
Anders als die vom Heer ausgehenden Umstürze früherer Jahrzehnte wurde die Revolution von 1868 durch einen Marineaufstand unter Admiral Juan Bautista Topete ausgelöst. In den chaotischen Jahren der Ersten Spanischen Republik geriet das in Cartagena liegende Geschwader – und damit der Großteil der spanischen Flotte – in die Hände aufständischer Kantonalisten, die die Kriegsschiffe zum Beschuss anderer spanischer Mittelmeerhäfen und auf diese Weise zur Erpressung von Tributzahlungen missbrauchten. Ihr Flaggschiff war die gepanzerte Fregatte Numancia, die bereits an der Beschießung von Valparaíso und Callao teilgenommen sowie als erstes Panzerschiff die Welt umrundet hatte. Aus den wenigen verbliebenen und zurückgewonnen Schiffen bildete die republikanische Zentralregierung ihre eigene Marine, deren Flaggschiff die Vitoria wurde. Beide Seiten kämpften in 1873 einer Seeschlacht vor Cartagena gegeneinander. Erst ab 1886 wurden wieder neue Kriegsschiffe gebaut, doch die Numancia nahm auch noch am Rifkrieg (1893) teil.
Die letzten bedeutenden fernen Übersee-Kolonien gingen schließlich im Spanisch-Amerikanischen Krieg (1898) verloren; Kuba, Puerto Rico, Guam und die Philippinen wurden durch die USA besetzt. Die veraltete spanische Flotte galt Ende des 19. Jahrhunderts nur noch als drittklassig und erwies sich der Marine der Vereinigten Staaten als unterlegen. Am Vorabend des Krieges verfügte die spanische Marine über 14 Panzerschiffe, 18 Kreuzer, 48 Kanonenboote, 11 moderne Torpedokanonenboote, 14 Torpedoboote, 15 Transportschiffe und 12 Schulschiffe sowie 22.500 Mann. Nur rein quantitativ war sie der US Navy damit annähernd ebenbürtig. Die meisten spanischen Schiffe waren jedoch technisch veraltet und in einem schlechten Zustand. Allein die Pelayo wäre den US-Schiffen theoretisch zumindest halbwegs gewachsen gewesen, doch die lag zur Wartung und Überholung in einer französischen Werft. Neuere Schiffe waren trotz ihrer Indienststellung teilweise noch nicht fertiggestellt. Es mangelte den schlecht ausgerüsteten Schiffen an Artilleriemunition und Kohle ebenso wie den schlecht ausgebildeten Mannschaften an Erfahrung und Disziplin. US-Schiffe blockierten im Zuge des Krieges sämtliche kubanische Häfen und provozierten somit unkoordinierte Durchbruchversuche der spanischen Flotte. An einem einzigen Tag, dem 3. Juli 1898, wurde die gesamte spanische Atlantikflotte unter Pascual Cervera von der zahlenmäßig überlegenen und vor allem technisch fortschrittlicheren US-Marine unter William Thomas Sampson in der Seeschlacht vor Santiago de Cuba vernichtet. Bereits im Mai desselben Jahres hatte die US-Marine auch das spanische Pazifikgeschwader in der Schlacht in der Bucht von Manila vernichtet. Ein eilig neugebildetes drittes Geschwader, welches zunächst die US-amerikanische Ostküste angreifen sollte (worauf nach britischer Einmischung allerdings verzichtet wurde), dann aber im Juni 1898 zum Entsatz der Philippinen ausgesandt wurde, wurde jedoch am Suezkanal aufgehalten, bis es vom Fall Manilas erfuhr und schließlich wieder umkehrte. Insgesamt verlor Spanien in jenem Krieg etwa die Hälfte seiner Kriegsschiffe.

### Neuorganisation

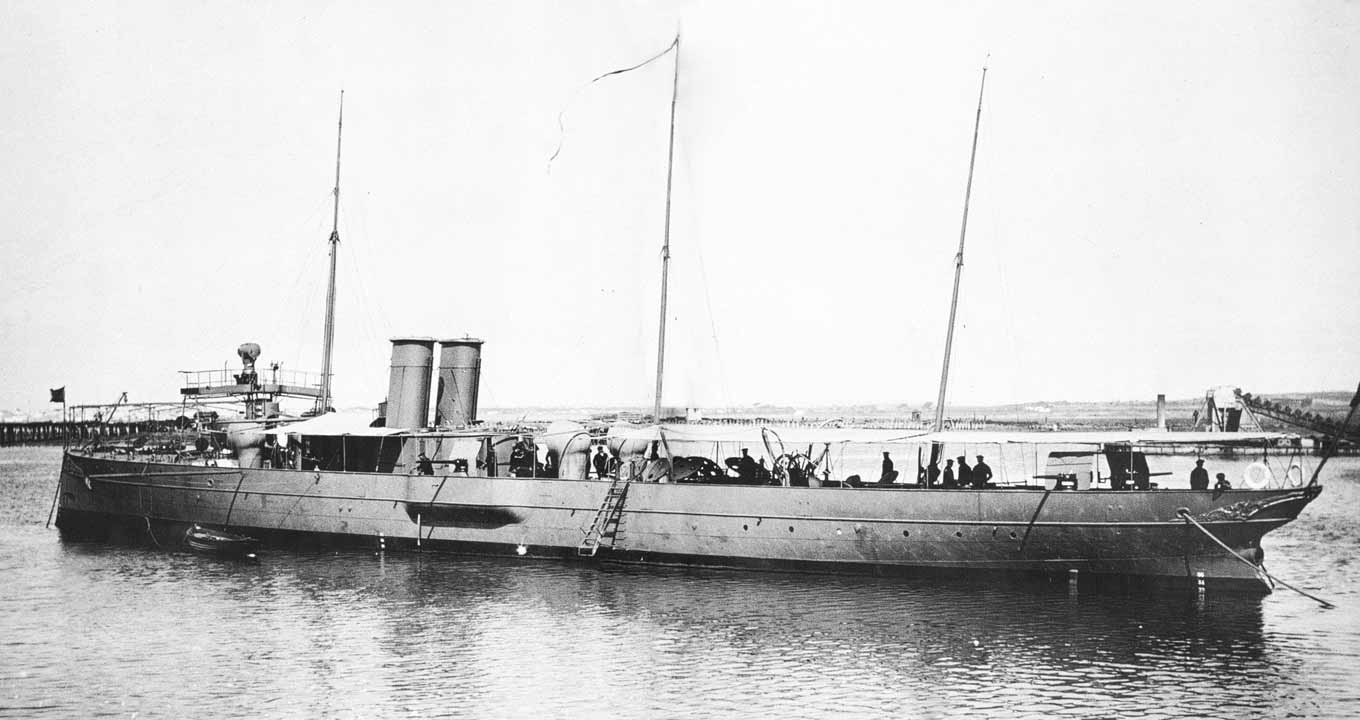
Von Fernando Villaamil entwickelter Destructor

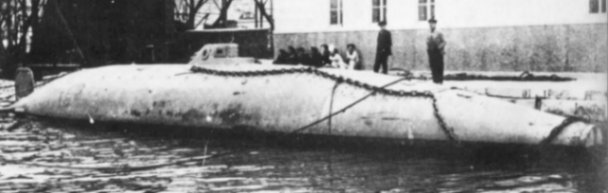
Von Isaac Peral entwickeltes U-Boot

Wenig bekannt ist, dass spanische Ingenieure wesentlich zur technischen Innovation im Kriegsschiffbau beitrugen. Fernando Villaamil, ein Flottenkommandant der während der Seeschlacht von Santiago de Cuba fiel, gilt als Entwickler des Zerstörers. Das von ihm konzipierte, im schottischen Clydebank gebaute und 1886 in Dienst gestellte Schiff mit dem Namen Destructor (dt.: Zerstörer) diente der Abwehr von Torpedobooten und prägte die nach ihm benannte Schiffsklasse.
Ein weiterer bedeutender Ingenieur war der U-Boot-Pionier Isaac Peral. Er baute 1888 ein nach ihm benanntes U-Boot; es war 21 Meter lang, hatte zwei 30-PS-Motoren und ein Torpedorohr. 1889 machte die Peral als erste überhaupt drei erfolgreiche Tests mit dem Whitehead-Torpedo. Hierbei handelt es sich um eine von einem Propeller angetriebene Seemine. Dennoch wurden Perals Pläne nicht unterstützt. Das Boot steht heute im Hafen von Cartagena.
Zusammen mit französischen Kriegsschiffen beteiligten sich spanische Kriegsschiffe 1906 an einer Flottendemonstration vor Tanger und 1907 am Beschuss von Casablanca. Im Rahmen der Übereinkunft von Cartagena garantierten die Entente-Mächte Großbritannien und Frankreich 1907 Spanien seinen verbliebenen territorialen und maritimen Besitzstand. Spanien soll im Gegenzug die Verpflichtung übernommen haben, seine größeren Häfen so auszubauen und zu befestigen, dass sie gegebenenfalls größere britische und französische Flottenverbände aufnehmen können sowie eine für den Schutz dieser Häfen ausreichende Flotte aufzubauen und zu unterhalten. Tatsächlich legte die Regierung Maura 1907 ein von Marineminister José Ferrándiz ausgearbeitetes Flottenbauprogramm auf, das 1908 durch ein weiteres Aufrüstungsprogramm ergänzt wurde und auch den Ausbau der Kriegshäfen Cartagena, El Ferrol und Mahón vorsah. Eigens für den Bau der Schiffe wurde 1909 ein spanisch-britisches Gemeinschaftsunternehmen, die Sociedad Española de Construcción Naval (SECN), mit Werften in Ferrol und Cartagena gegründet. Die Schiffsbaupläne blieben jedoch widersprüchlich, unbeständig und inkonsequent. Obwohl für die Verteidigung der Häfen keine teure Hochseeflotte aus vielen Großkampfschiffen mehr nötig war, wurden neben mehreren kleineren Schiffen ab 1913 drei auf der SECN-Werft in Ferrol gebaute Dreadnoughts der España-Klasse in Dienst gestellt. Im Jahr 1920 bestand die spanische Marine aus vier Schlachtschiffen, sechs geschützten Kreuzern, drei leichten Kreuzern, zehn Torpedobootzerstörern, 22 Torpedobooten, 15 Kanonenbooten, zehn U-Booten, zwei Transport- und einigen Spezialschiffen. In den Folgejahren folgten mehrere leichte und schwere Kreuzer. Baupläne, Waffentechnik und andere Ausrüstung wurde zum großen Teil aus England bezogen. Gegen Ende des Rif-Kriegs im September 1925 führte die spanische Flotte unter Mitwirkung von Flugzeugen eine großangelegte Landungsoperation von 13.000 spanischen und französischen Soldaten sowie 17 Panzern und 24 Geschützen in Alhucemas aus. Dieses erfolgreiche amphibische Manöver gilt als ein entscheidender Wendepunkt im Rifkrieg zu Gunsten Spaniens und Frankreichs.
Der Verlust der Kolonien hatte zudem eine Reorganisation der Marine bewirkt, die die Zweite Spanische Republik jedoch infolge des Spanischen Bürgerkriegs nicht vollenden konnte. Obwohl die Mehrzahl der Offiziere zu den nationalistischen Putschisten überlief, hielt doch die Mehrheit der Mannschaften und dadurch die Mehrzahl der Kriegsschiffe zur Republik. So kämpften Einheiten der spanischen Marine auf beiden Seiten. Am 6. März 1938 wurde der moderne Kreuzer Baleares, der unter franquistischer Flagge fuhr, von republikanischen Einheiten versenkt. 786 der über 1200 Besatzungsmitglieder kamen ums Leben. Letztlich aber konnte sich die republikanische Marine gegenüber der von deutschen und italienischen Schiffen unterstützten nationalistisch-franquistischen Marine nicht behaupten. Nach dem Fall ihres Stützpunktes Cartagena wich die republikanische Flotte 1939 in französische Häfen aus und wurde dort interniert.
Im Kalten Krieg beschränkte sich die spanische Marine, anders als die britische und die französische, weitgehend auf die Kontrolle und Verteidigung der unmittelbar das Land umgebenden Gewässer, ohne größere Kapazitäten für weiter gespannte Operationen. Ebenfalls im Kontrast zu den meisten europäischen Verbündeten blieb der eigene militärische Schiffsbau begrenzt. Zahlreiche Schiffe wurden von den USA übernommen. Nach dem Ende der Blockkonfrontation konzentrierte sich Spanien auf den Ausbau seiner Fähigkeiten zu amphibischen Operationen und zu Flottenexpeditionen über weite Strecken. So wurden die beiden Docktransportschiffe der Galicia-Klasse in den Dienst gestellt. Auch das heutige Flaggschiff Juan Carlos I hat amphibische Eigenschaften. Ergänzend wurde bei der Álvaro-de-Bazán-Klasse verstärkter Wert auf die Flugabwehr gelegt. Die nach dem Kalten Krieg gewachsene Erfahrung im militärischen Schiffsbau mündete im Jahr 2005 in der Gründung des staatlichen Konzerns Navantia. Die Eurokrise, die Spanien insgesamt hart traf, hatte nur geringe Auswirkungen auf das Schiffsarsenal der Armada. Allerdings sind Stärke und Ausbildungsstand der Besatzungen in diesem Rahmen zurückgegangen.

## Auftrag
Die Armada Española sichert die territoriale Integrität zur See und stellt die Marinekomponente der spanischen Streitkräfte.

## Organisation

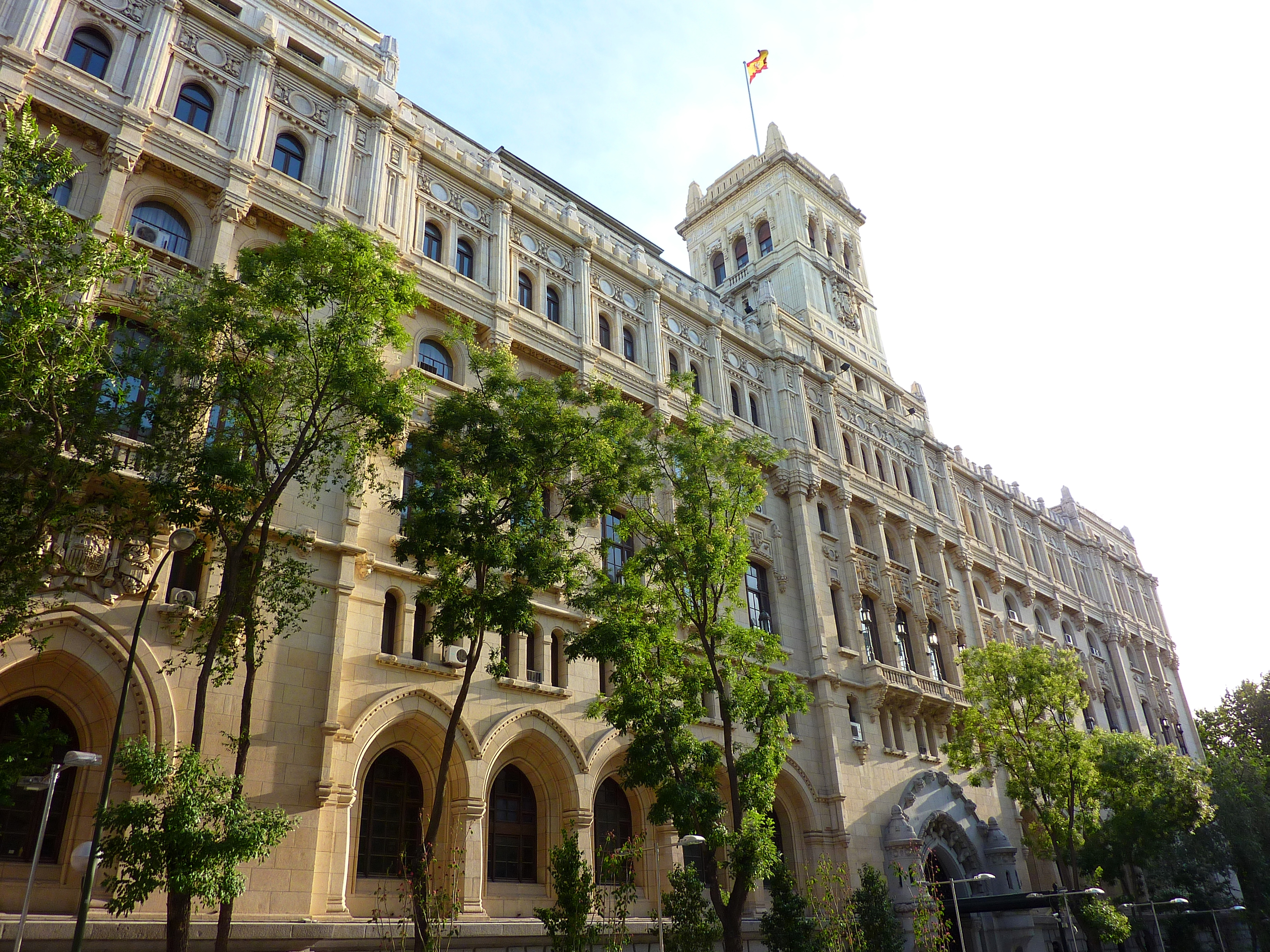
Hauptquartier (Madrid)

### Allgemein
Die spanische Kriegsmarine, die während der Franquistischen Epoche und der Transition nur über veraltetes Material aus zweiter Hand, zumeist aus US-Beständen, verfügte, startete in den 1980er Jahren, parallel zum wirtschaftlichen Aufschwung des Landes, ein ambitioniertes Modernisierungsprogramm unter dem Namen Plan Altamar (Hochseeplan). Den ersten technologischen Meilenstein bildete der Bau von sechs Fregatten der Santa-María-Klasse, einem Derivat der Oliver-Hazard-Perry-Klasse die unter Lizenz von der spanischen Schiffswerft Bazan (heute Navantia) gefertigt wurde. Die sechs von 1986 bis 1994 in Dienst gestellten Schiffe sind bis heute im aktiven Dienst.
Parallel dazu entwickelte und baute die staatliche Werft auch den ersten modernen Flugzeugträger der Armada, die Príncipe de Asturias, der 1988 in Dienst gestellt wurde.
Komplettiert wurde die Kampfflotte durch die Entwicklung und Konstruktion von fünf Lenkwaffenfregatten der Álvaro-de-Bazán-Klasse.
Ebenso weitreichend modernisiert wurden die Amphibischen Kräfte. In Zusammenarbeit mit der Koninklijke Marine der Niederlande wurden die Amphibious Transport Docks der Galicia-Klasse (in den Niederlanden Rotterdam-Klasse) entwickelt, und 1998 sowie 2000 zwei Schiffe in Dienst gestellt.
Zur Minenabwehr wurde die Segura-Klasse entwickelt, ein Minenabwehrfahrzeug, das ebenfalls von der spanischen Navantia entwickelt und gebaut wurde. Die bislang sechs Schiffe dieser Klasse wurden zwischen 1999 und 2005 in Dienst gestellt.
Die Marinebasis Rota ist der bedeutendste Standort, daneben gibt es auch noch in Ferrol und Cartagena bedeutende Marinehäfen.

### Dienstgrade

#### Offiziere
| Dienstgradgruppe | Flaggoffiziere     | Flaggoffiziere     | Flaggoffiziere | Flaggoffiziere | Flaggoffiziere    | Stabsoffiziere   | Stabsoffiziere     | Stabsoffiziere     | Subalternoffiziere | Subalternoffiziere   | Subalternoffiziere | Offizieranwärter                       |
| --- | ------------------ | ------------------ | -------------- | -------------- | ----------------- | ---------------- | ------------------ | ------------------ | ------------------ | -------------------- | ------------------ | -------------------------------------- |
| Ärmelabzeichen/ Schulterstücke |                    |                    |                |                |                   |                  |                    |                    |                    |                      |                    |                                        |
| Dienstgrad | Capitán General1   | Almirante General2 | Almirante      | Vicealmirante  | Contraalmirante   | Capitán de Navío | Capitán de Fragata | Capitán de Corbeta | Teniente de Navío  | Alférez de Navío     | Alférez de Fragata | Guardiamarinas y aspirantes            |
| Dienstgrad (Bundeswehr) | keine Entsprechung | Admiral            | Vizeadmiral    | Konteradmiral  | Flottillenadmiral | Kapitän zur See  | Fregattenkapitän   | Korvettenkapitän   | Kapitänleutnant    | Oberleutnant zur See | Leutnant zur See   | Oberfähnrich zur See/ Fähnrich zur See |
| NATO-Rangcode | OF-10              | OF-9               | OF-8           | OF-7           | OF-6              | OF-5             | OF-4               | OF-3               | OF-2               | OF-1                 | OF-1               | OF-D                                   |
| 1 Nur vom spanischen König als Oberkommandierendem der Streitkräfte bekleidet. 2 Nur vom Generalstabschef (JEMAD) und dem Generalstabschef der Marine (AJEMA) bekleidet. |                    |                    |                |                |                   |                  |                    |                    |                    |                      |                    |                                        |

#### Unteroffiziere und Mannschaften
| Dienstgradgruppe | Unteroffiziere und Mannschaften | Unteroffiziere und Mannschaften | Unteroffiziere und Mannschaften | Unteroffiziere und Mannschaften | Unteroffiziere und Mannschaften | Unteroffiziere und Mannschaften | Unteroffiziere und Mannschaften | Unteroffiziere und Mannschaften | Unteroffiziere und Mannschaften | Unteroffiziere und Mannschaften | Unteroffiziere und Mannschaften |
| ---------------- | ------------------------------- | ------------------------------- | ------------------------------- | ------------------------------- | ------------------------------- | ------------------------------- | ------------------------------- | ------------------------------- | ------------------------------- | ------------------------------- | ------------------------------- |
| Ärmelabzeichen   |                                 |                                 |                                 |                                 |                                 |                                 |                                 |                                 |                                 |                                 |                                 |
| Dienstgrad       | Suboficial mayor                | Subteniente                     | Brigada                         | Sargento primero                | Sargento                        | Cabo mayor                      | Cabo primero                    | Cabo                            | Marinero de 1ª clase            | Marinero                        |                                 |
| NATO-Rangcode    | OR-9                            | OR-9                            | OR-8                            | OR-7                            | OR-6                            | OR-5                            | OR-4                            | OR-3                            | OR-2                            | OR-1                            |                                 |

## Ausrüstung

### Flotte
| Schiffsklasse            | Foto         | Herkunft                        | Typ                                          | Schiffe | Seit                     | Anmerkungen |
| Kampfschiffe             | Kampfschiffe | Kampfschiffe                    | Kampfschiffe                                 | Kampfschiffe | Kampfschiffe             | Kampfschiffe |
| ------------------------ | ------------ | ------------------------------- | -------------------------------------------- | --- | ------------------------ | --- |
| Álvaro de Bazán          |              | Spanien                         | Fregatte                                     | F101 Álvaro de Bazán F102 Juan de Borbón F103 Blas de Lezo F104 Méndez Núñez F105 Cristóbal Colón | 2002 2003 2004 2006 2012 | |
| Santa María              |              | Vereinigte Staaten Spanien      | Fregatte                                     | F81 Santa María F82 Victoria F83 Numancia F84 Reina Sofía F85 Navarra F86 Canarias | 1986 1987 1988 1990 1994 | Abgeleitet von der Oliver-Hazard-Perry-Klasse, unter Lizenz von der spanischen Werft Bazan gefertigt. |
| U-Boote                  |              |                                 |                                              | |                          | |
| Isaac Peral              |              | Spanien                         | U-Boot                                       | S81 Isaac Peral | 2023                     | drei weitere Boote im Zulauf |
| Agosta                   |              | Frankreich                      | U-Boot                                       | S71 Galerna | 1983                     | |
| Amphibische Kräfte       |              |                                 |                                              | |                          | |
| Juan Carlos I            |              | Spanien                         | Amphibisches Angriffsschiff/Flugzeugträger   | L61 Juan Carlos I | 2010                     | Flaggschiff und größtes Schiff in der Geschichte der Armada. |
| Galicia                  |              | Spanien Niederlande             | Amphibious Transport Dock                    | L51 Galicia L52 Castilla | 1998 2000                | Gemeinschaftlich mit der niederländischen Marine entwickelt, die Schiffe werden dort als Rotterdam-Klasse bezeichnet. |
| LCM-1E                   |              | Spanien                         | Landungsboote                                | L603–614 | 2006–2008                | |
| Patrouillenboote         |              |                                 |                                              | |                          | |
| Meteoro                  |              | Spanien                         | Hochseepatrouillenboot                       | P41 Meteoro P42 Rayo P43 Relámpago P44 Tornado P45 Audaz P46 Furor | 2011 2012 2018 2019      | zwei weitere Schiffe wurden 2023 bestellt |
| Serviola                 |              | Spanien                         | Hochseepatrouillenboot                       | P71 Serviola P72 Centinela P73 Vigía P74 Atalaya | 1991 1992                | |
| Chilreu                  |              | Spanien                         | Hochseepatrouillenboot                       | P62 Alborán P63 Arnomendi P64 Tarifa | 1997 2000 2004           | Dienen vorrangig der Überwachung und Unterstützung der spanischen Hochseefischerei. |
| Anaga                    |              | Spanien                         | Küstenpatrouillenboot                        | P22 Tagomago P26 Medas P28 Tabarca | 1981                     | |
| Toralla                  |              | Spanien                         | Küstenpatrouillenboot                        | P81 Toralla P82 Formentor P83 Isla de León P84 Isla de Pinto | 1987 1989 2022 2023      | |
| Aresa PVC-160            |              | Spanien                         | Küstenpatrouillenboot                        | P114 | 1978                     | |
| Cabo Fradera             |              | Spanien                         | Flusspatrouillenboot                         | P201 Cabo Fradera | 1963                     | Dienstältestes Boot der Armada. Überwachung des Rio Miño entlang der Grenze zu Portugal. |
| Minenabwehrfahrzeuge     |              |                                 |                                              | |                          | |
| Segura                   |              | Spanien                         | Minenabwehrfahrzeug                          | M31 Segura M32 Sella M33 Tambre M34 Turia M35 Duero M36 Tajo | 1999 2000 2004 2005      | |
| Hilfsschiffe             |              |                                 |                                              | |                          | |
| Ysabel                   |              | Spanien                         | Frachtschiff                                 | A06 Ysabel | 2021                     | |
| El Camino Español        |              | Norwegen                        | Frachtschiff                                 | A07 El Camino Español | 2024                     | |
| Patiño                   |              | Spanien                         | Versorgungsschiff                            | A14 Patiño | 1995                     | |
| Cantabria                |              | Spanien                         | Versorgungsschiff                            | A-15 Cantabria | 2010                     | |
| Neptuno                  |              | Spanien                         | Suche und Rettung                            | A20 Neptuno | 1989                     | Für U-Bootrettung und Taucherunterstützung |
| Malaspina                |              | Spanien                         | Vermessungsschiff                            | A31 Malaspina A32 Tofiño | 1975                     | |
| Rodman 1250              |              | Spanien                         | Vermessungsschiff                            | A91 Astrolabio A92 Escandallo | 2001 2004                | |
| Sondaleza                |              | Spanien                         | Vermessungsschiff                            | A93 Sondaleza | 2016                     | |
| Hespérides               |              | Spanien                         | Forschungsschiff                             | A33 Hespérides | 1991                     | |
| Punta Amer               |              | Spanien                         | Schlepper                                    | A53 La Graña | 1987                     | |
| Havyard 820              |              | Spanien                         | Schlepper/SAR                                | A61 Carnota | 2023                     | 2014 in der Zamakona Werft in Pasajes als Ocean Osprey für die norwegische Reederei Atlantic Offshore gebaut. Im September 2023 von der Armada als Mehrzweckschiff (Hochseeschlepper, Notschlepper, SAR) erworben.                                                                                     |
| Salt 0046                |              | Türkei                          | Schlepper/SAR/Frachtschiff/Versorgungsschiff | A62 Cartagena | 2024                     | Salt 0046 von Salt Ship Design, 2015 in der Cemre Werft in Altınova als Ocean Dolphin (später Ocean Fortune) für die norwegische Reederei Vestland Offshore gebaut. Im November 2024 von der Armada als Mehrzweckschiff (Hochseeschlepper, Notschlepper, SAR, Fracht- und Versorgungsschiff) erworben. |
| Amatista                 |              | Spanien                         | Schlepper                                    | A101 Mar Caribe | 1988                     | Schwesterschiff der A20 Neptuno |
| Juan Sebastián de Elcano |              | Spanien                         | Segelschulschiff                             | A71 Juan Sebastián de Elcano | 1928                     | Ein Schwesterschiff dient unter dem Namen Esmeralda der chilenischen Marine als Segelschulschiff. |
| Arosa                    |              | Vereinigtes Königreich          | Segelschuljacht                              | A72 Arosa | 1981                     | Stapellauf 1931. Die von Alfred Mylne entworfene Jacht wurde im Jahr 1979 mit sechs Tonnen Haschisch beladen von der spanischen Polizei aufgegriffen und beschlagnahmt. Im Jahr 1981 wurde das Boot der Armada als Segelschuljacht übergeben.                                                          |
| Sun Odyssey 52.2         |              | Frankreich                      | Segelschuljacht                              | A73 Blanca | 2013                     | Jeanneau Sun Odyssey 52.2, Stapellauf 2001 |
| La Graciosa              |              |                                 | Segelschuljacht                              | A74 La Graciosa | 1988                     | |
| Giralda                  |              | Vereinigtes Königreich          | Segelschuljacht                              | A76 Giralda | 1993                     | 1958 in der schottischen Werft Morris and Mortimer, Argyll, erbaut. Das Boot gehörte bis zu seinem Tod dem Infanten von Spanien Juan de Borbón y Battenberg, der die Yacht der Armada vererbte. |
| Amel Mango               |              | Frankreich                      | Segelschuljacht                              | A77 Almansa | 2013                     | Amel Mango, Stapellauf 1983 |
| Jongert 2800S            |              | Niederlande                     | Segelschuljacht                              | A78 Peregrina | 2007                     | Jongert 2800S, Stapellauf 1988 |
| Aguete                   |              |                                 | Segelschuljacht                              | A79 Aguete | 2014                     | |
| Hanse 540e               |              | Deutschland                     | Segelschuljacht                              | A80 Nautilus | 2015                     | Hanse 540e, Stapellauf 2008 |
| Cyclades 50.5            |              | Frankreich                      | Segelschuljacht                              | A81 Asturias | 2017                     | Bénéteau Cyclades 50.5, Stapellauf 2007 |
| J/99                     |              | Vereinigte Staaten              | Segelschuljacht                              | A83 Regulus I A84 Regulus II A85 Regulus III A86 Regulus IV | 2024                     | J/Boats J/99, Stapellauf 2024 |
| Intermares               |              | Spanien                         | Schulschiff                                  | A41 Intermares | 2018                     | Fischereischul- und Forschungsschiff. Wird gemeinschaftlich von der Armada sowie dem Spanischen Staatssekretariat für Fischerei (Secretaría General de Pesca) betrieben. |
| Guardiamarina            |              | Spanien                         | Schulschiff                                  | A84 Contramaestre Antero | 1984                     | |
| Rodman-66                |              | Spanien                         | Schulschiff                                  | A121 Guardiamarina Barrutia A122 Guardiamarina Chereguini A123 Guardiamarina Rull A124 Guardiamarina Salas A125 Maestre de Marinería Bustelo Pavón A126 Maestre de Marinería Pérez Verdú A127 Guardiamarina Godínet A128 Guardiamarina Herrero | 2006 2007 2020 2023      | |
| Darss                    |              | Deutsche Demokratische Republik | Aufklärungsschiff                            | A111 Alerta | 1992                     | Ehemals Jasmund der Volksmarine. 1985 von der Neptun Werft in Rostock gebaut, 1992 von der spanischen Marine erworben. |

Darüber hinaus 50 Patrouillenboote des Servicio de Vigilancia Aduanera, die als Hilfsschiffe der Armada geführt, jedoch von der Zollpolizei betrieben werden, sowie zahlreiche kleinere Hilfsschiffe (Tren Naval/Yard vessels).

### Marineflieger

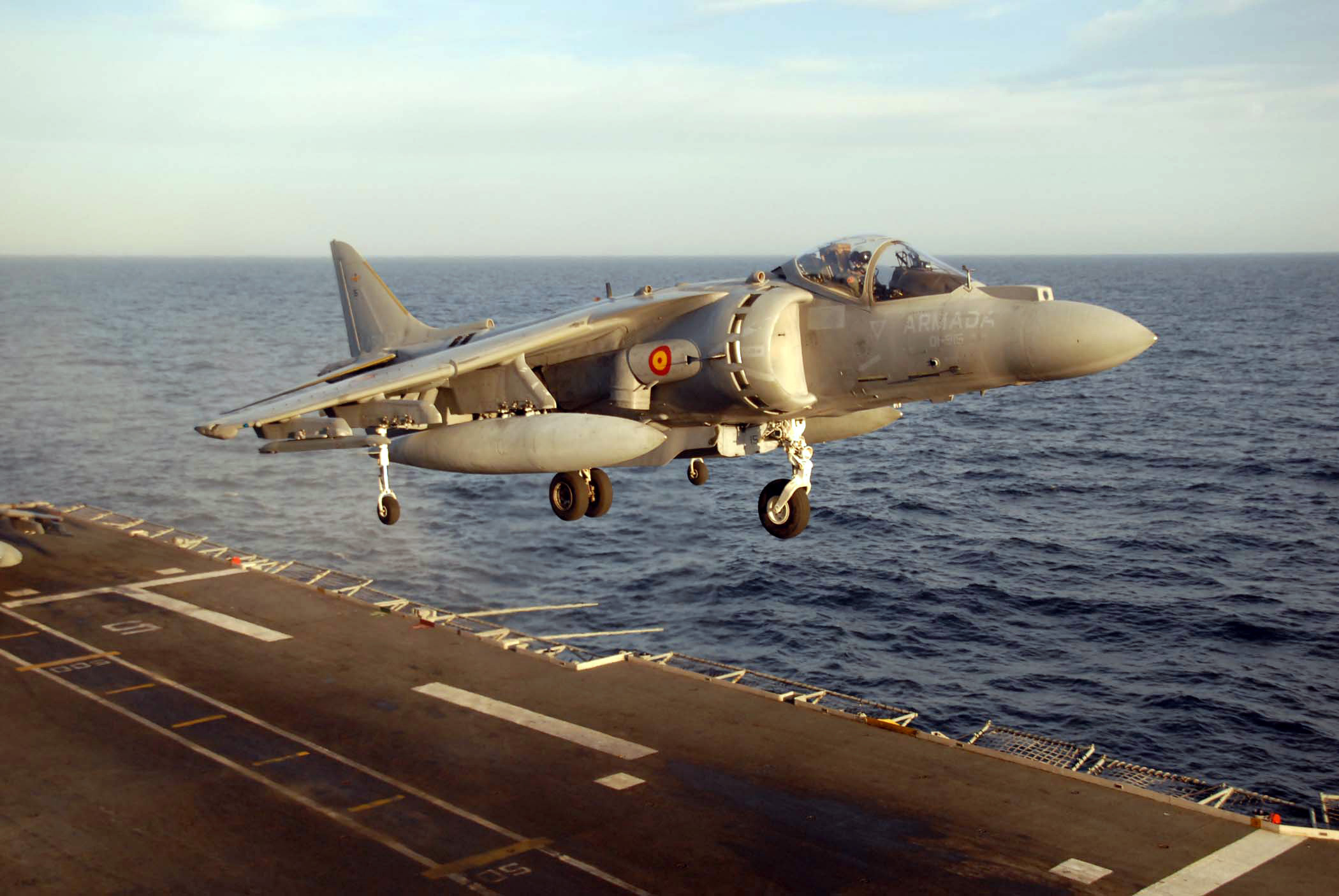
AV-8B Harrier II Plus der spanischen Armada im Landeanflug auf die Príncipe de Asturias

Als Flotilla de Aeronaves de la Armada wird die Luftwaffe der spanischen Kriegsmarine bezeichnet. Sie operiert sowohl vom Marine- und Luftwaffenstützpunkt in Rota, als auch vom Mehrzweckkriegsschiff Juan Carlos I aus.
Sie gliedert sich in acht fliegende Staffeln
4ª Escuadrilla de aeronaves, ausgerüstet mit C-550/C-650 Verbindungsflugzeugen
5ª Escuadrilla de aeronaves, ausgerüstet seit 2018 mit SH-60F U-Jagd-Hubschraubern, die auch gegen Überwasserziele eingesetzt werden können.
6ª Escuadrilla de aeronaves, ausgerüstet mit H-500 Helikoptern, soll zukünftig in der 12. Staffel aufgehen
9ª Escuadrilla de aeronaves, ausgerüstet mit E/TAV-8B+ Kampfflugzeugen
10ª Escuadrilla de aeronaves, ausgerüstet mit SH-60B U-Jagd-Hubschraubern, die auch gegen Überwasserziele eingesetzt werden können.
11ª Escuadrilla de aeronaves, ausgerüstet mit ScanEagle Drohnen
12ª Escuadrilla de aeronaves, ausgerüstet seit 2023 mit Helikoptern H135 P3H
14ª Escuadrilla de aeronaves, ausgerüstet seit 2025 mit NH90 MTT Transporthubschraubern
Die 1964 aufgestellte 3ª Escuadrilla de aeronaves, zuletzt ausgerüstet mit AB212+ Transporthelikoptern, wurde 2024 nach 60 Jahren außer Dienst gestellt. Das Personal wechselt größtenteils zur neuen 14. Staffel, die Helikopter übernahmen die FAMET für ihr Bataillon auf Teneriffa.

#### Fluggerät
Das spanische Militär verwendet ein alpha-numerisches Kürzel zur Unterscheidung seiner Luftfahrzeugtypen. Der Buchstabe bezeichnet den Verwendungszweck gefolgt von einer fortlaufenden Nummer. Es gibt u. a. A Ataque (Schlachtflugzeug), C Caza-bombardero (Jagdbomber), D SAR, E Enseñanza (Schulung), P Patrulla, T Transporte, U Utilitarian (Mehrzweck) und V VTOL (Senkrechtstarter), Helikoptern wird das Präfix H vorangestellt.
| Flugzeug                                        | Foto      | Herkunft                                   | Typ                                                             | In Dienst    | Anmerkungen |           |
| Flugzeuge                                       | Flugzeuge | Flugzeuge                                  | Flugzeuge                                                       | Flugzeuge    | Flugzeuge | Flugzeuge |
| ----------------------------------------------- | --------- | ------------------------------------------ | --------------------------------------------------------------- | ------------ | --- | --------- |
| AV-8B Harrier II (VA-1B)                        |           | Vereinigte Staaten Vereinigtes Königreich  | V/STOL-Kampfflugzeug                                            | 13           | 12 AV-8B II Plus, 1 TAV 8B II |           |
| Cessna Citation II (U-20)                       |           | Vereinigte Staaten                         | Seeaufklärer Luftbildfotografie Search and Rescue VIP-Transport | 3            | Mit FLIR ausgestattet |           |
| Cessna Citation VII (U-21)                      |           | Vereinigte Staaten                         | VIP-Transport                                                   | 1            | |           |
| Hubschrauber                                    |           |                                            |                                                                 |              | |           |
| SH-60B Seahawk (HS-23) SH-60F Oceanhawk (HT-23) |           | Vereinigte Staaten                         | U-Jagd Mehrzweckhubschrauber                                    | 12 6 (von 8) | 12 Hubschrauber der B-Variante in LAMPS III Auslegung zur Schiffsbekämpfung auf Fregatten 8 ex-USN F-Modelle wurden bestellt um die veralteten SH-3 Sea King in ihrer Rolle als taktischer Transporthubschrauber bis zur Ankunft der NH90 MTT zu ersetzen. |           |
| NH90 MSPT (HT-29)                               |           | Deutschland Frankreich Italien Niederlande | Taktischer Transporthubschrauber                                | 2 (von 7)    | 5 weitere im Zulauf |           |
| H135 P3H (HE-26)                                |           | Deutschland                                | Mehrzweckhubschrauber                                           | 5 (von 7)    | 2 weitere im Zulauf |           |
| Unbemannte Luftfahrzeuge                        |           |                                            |                                                                 |              | |           |
| Boeing ScanEagle                                |           | Vereinigte Staaten                         | Unbemanntes Luftfahrzeug                                        | 12           | |           |

#### Zukünftiges Fluggerät
Im Rahmen einer im März 2015 bekannt gewordenen Langfristplanung soll die Anzahl verschiedener Hubschraubertypen bis 2040 bei allen spanischen Teilstreitkräften auf vier reduziert werden. Hierzu gehört für die Marine lediglich der NH90 von Airbus Helicopters, der in einer U-Jagd- und einer Transportversion zulaufen soll, sowie der H135 als leichter Mehrzweckhubschrauber. Die Hughes 500 sollen ab 2023 durch H135 ersetzt werden, während die SH-3 bis zum Zulauf der NH90 in der Marinetransportversion von SH-60F Oceanhawk aus Beständen der United States Navy abgelöst wurden. Die SH-60B werden ab 2025 und bis zur Indienststellung der NH90 in der Rolle als Fregattenhubschrauber für Bekämpfung von Über- und Unterwasserzielen durch MH-60R ersetzt. Die AB 212 wurden im Sommer 2024 an die FAMET übergeben.

### Marineinfanterie

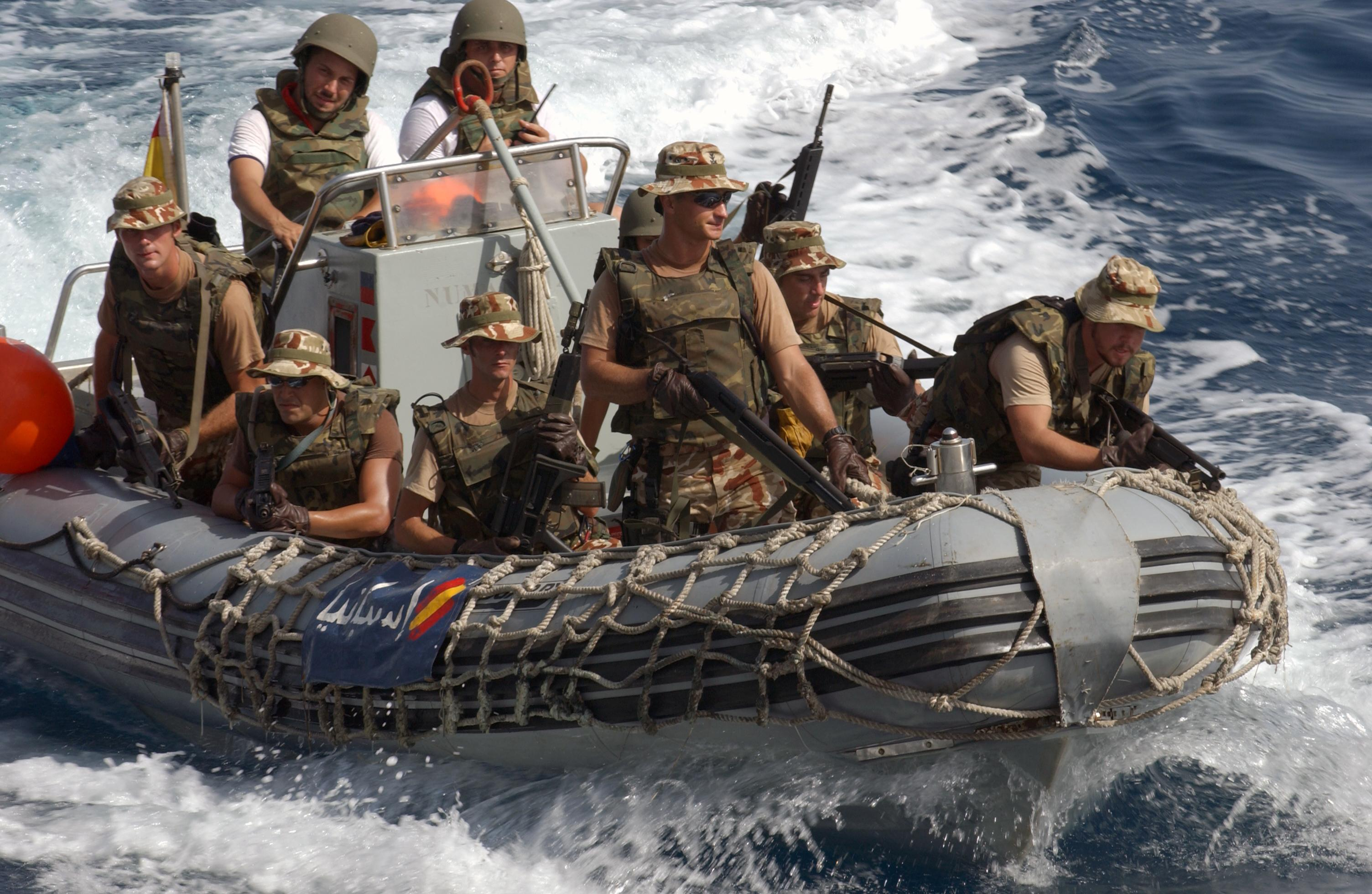
Spanische Marineinfanteristen im Irak

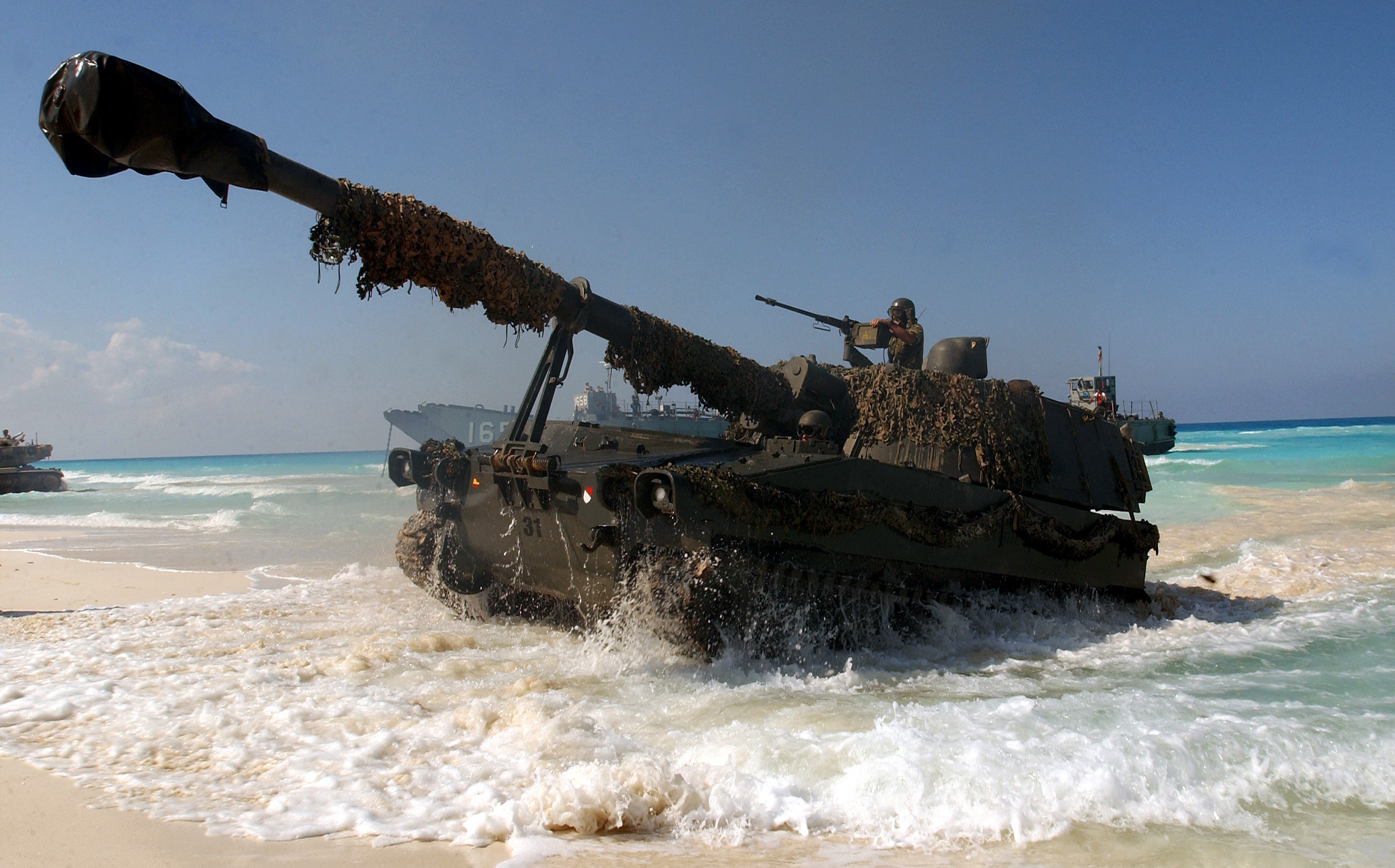
Panzerhaubitze der Infantería de Marina landet bei einem Manöver in Ägypten an

Die Infantería de Marina ist die älteste bestehende Marineinfanterie der Welt. Sie wurde am 27. Februar 1537 von König Karl I. von Spanien (besser bekannt als Kaiser Karl V.) ins Leben gerufen und als Compañías Viejas del Mar de Nápoles bezeichnet. Diese wurden anfangs allerdings nur den Galeeren im Mittelmeer als Einheiten für Nahbereichsgefechte mitgegeben. Es war Philipp II., der das Konzept einführte, sie auch als Landungskräfte zu nutzen.
Derzeit ist die Infantería de Marina geteilt in Tercio de Armada (TEAR) (amphibischen Einsatzkräfte) und Fuerza de Protección (FUPRO) (Bewachung und Schutz von Marineeinrichtungen und Personal).

#### Artillerie
- 6 Panzerhaubitzen M109A5
- 12 OTO-Melara-Haubitzen Mod 56
- 81-mm-Mörser ECIA
- 81-mm-Mörsersystem Expal-Eimos in URO VAMTAC ST5 verbaut

#### Lenkwaffen
- TOW 2A
- Spike LR
- Mistral

#### Fahrzeuge
- 39 Schützenpanzer Piranha IIIC 8×8
- 30 amphibische Panzerfahrzeuge AAV7
- 124 Humvee (wird ersetzt)
- 280 URO VAMTAC ST5 (im Zulauf)

### Neubeschaffungen

#### S80A-Klasse-U-Boote
Die derzeit vier in Bau befindlichen U-Boote der Isaac-Peral-Klasse stellen das Prunkstück der laufenden Projekte der spanischen Kriegsmarine dar. Sie werden von der staatlichen Navantia-Werft entwickelt und gebaut. Die U-Boote werden 71 m lang sein und getaucht eine Verdrängung von 2500 t haben. Die Boote sollen, neben drei Dieselgeneratoren (1200 kW) und einem Elektromotor (3500 kW), auch über einen außenluftunabhängigen Antrieb (300 kW) basierend auf Brennstoffzellen verfügen, der bis zu 15-tägige Tauchgänge ohne Schnorchel ermöglichen soll. Des Weiteren wird die S80-Klasse – als erstes nichtnukleares U-Boot überhaupt – über eine Abschussvorrichtung für Marschflugkörper verfügen und somit auch Bodenziele auf größere Distanz angreifen können.
Die spanische Armada hat insgesamt vier Boote bestellt. Die Indienststellung des ersten Bootes verzögert sich von ursprünglich 2011 um voraussichtlich sechs Jahre, zunächst wegen des komplexen Antriebs und später auch wegen Gewichts- und Budgetproblemen. Das letzte Boot sollte zunächst 2016 zulaufen, 2011 ging man von 2018 aus. Ein ursprüngliches geplantes zweites Baulos aus zwei weiteren Booten ist inzwischen nicht mehr geplant. Im August 2013 wurde bekannt, dass das fast fertige Boot Isaac Peral ca. 75 t schwerer ist als geplant war. Hintergrund ist ein Produktions- bzw. Berechnungsfehler. Nach Behebung des Konstruktionsfehlers, der Rumpf der U-Boote wurde verlängert und die Einheiten sollen nun getaucht eine Verdrängung von 3700 t haben, erfolgte am 22. April 2021 der Stapellauf der ersten Einheit, der S-81 Isaac Peral. Die vier Boote sollen nach derzeitigen Planungen von 2023 bis 2028 in Dienst gestellt werden.

#### F110-Klasse-Fregatten
Nach dem Ende der F100-Beschaffung nach lediglich fünf der zunächst sechs geplanten Einheiten konzentriert sich die Armada inzwischen auf eine Nachfolgeklasse für die F80-Klasse. Die spanische Regierung gab 2019 grünes Licht für die Beschaffung von fünf Einheiten der F110-Klasse von Navantia die von 2026 bis 2031 geliefert werden sollen. Die Mehrzweckkriegschiffe sollen, wie schon der Vorgänger F100, mit dem Aegis-Kampfsystem ausgerüstet werden und eine Verdrängung von 6100 t haben.

#### BAM-IS
Das Buque de Acción Marítima para Interveciones Subacuáticas (BAM-IS) ist ein Schiff, welches die A20-Neptuno in ihrer Rolle als Einheit für U-Bootrettung und Taucherunterstützung ersetzen soll. Im November 2021 gab die spanische Regierung den Bauauftrag an Navantia.

#### Vermessungsschiffe
Im Dezember 2023 erteilte die spanische Regierung Navantia den Bauauftrag für zwei Vermessungsschiffe, welche in Zukunft die Anfang 2024 außer Dienst gestellte A23 Antares ersetzen sollen. Die Schiffe sollen, wie auch die anderen Vermessungsschiffe der Armada, vom Instituto Hidrográfico de la Marina betrieben werden, der unter anderem für die Hydrographie und Kartografie sowie der Herausgabe der amtlichen Seekarten der spanischen Gewässer zuständig ist.

#### NH90

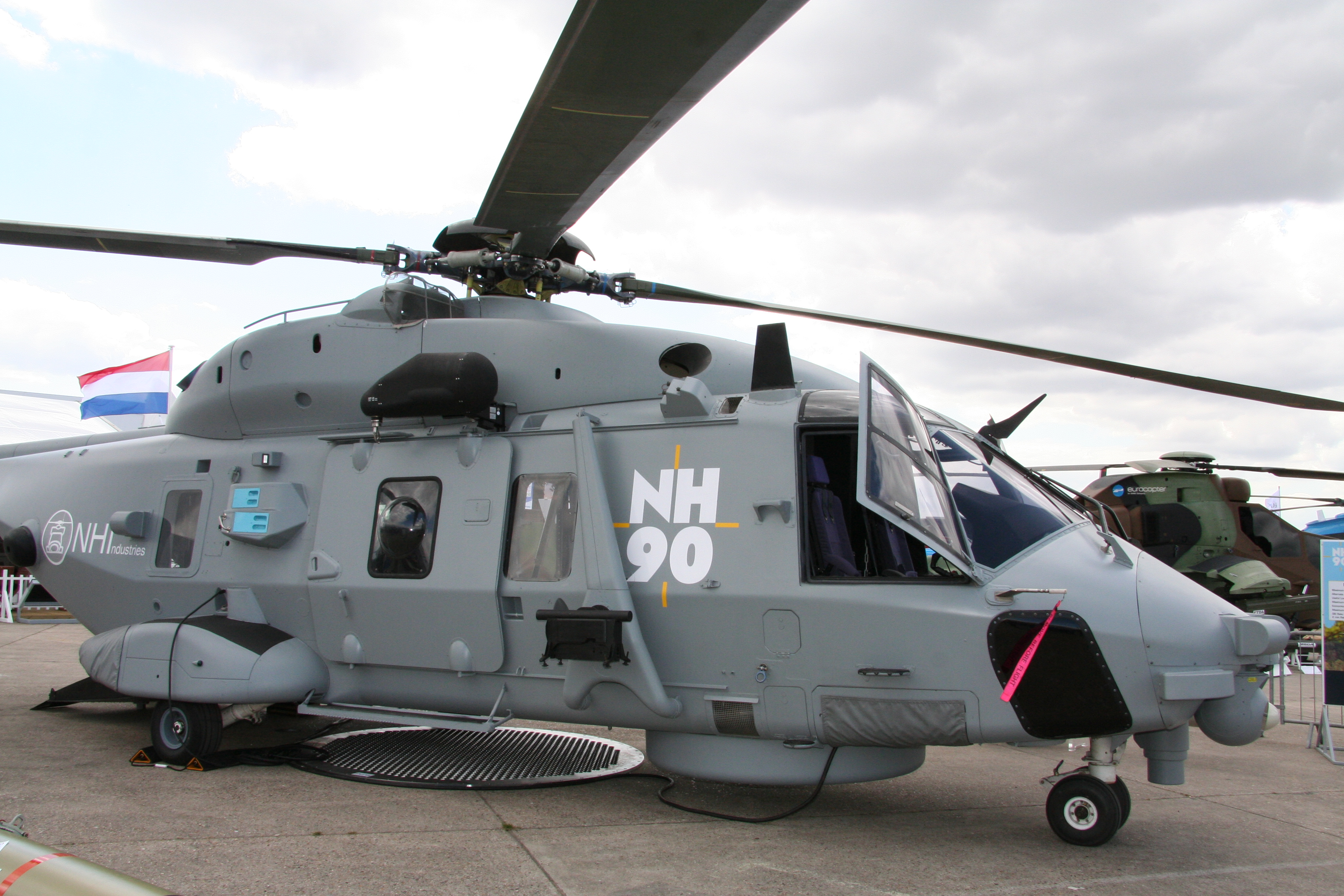
NH90 NFH

Der „NATO-Helikopter 90“ NH90 ist ein neuer mittlerer Transporthubschrauber von NH Industries. Er wird als europäischer NATO-Hubschrauber in vielen Ländern das Rückgrat der Hubschrauberflotte bilden. Der NH90 wurde so konzipiert, dass er aus einem Basis-Hubschrauber besteht, der modular aufgebaut ist und derzeit in zwei Versionen existiert: Als Taktischer Transporthubschrauber (TTH) für die Landstreitkräfte/Luftwaffe und als NATO-Fregattenhubschrauber (NFH). Die spanische Marine hat vorerst sieben Stück der Version TTH bestellt. Sie sollen mittelfristig die Agusta-Bell AB 212 ASW und SH-3 Sea King ersetzen.

#### Airbus Helicopters H135
Der H135 ist ein leichter Mehrzweckhubschrauber. Die spanische Marine hat vorerst sieben Stück bestellt die zwischen 2023 und 2026 zulaufen sollen. Sie ersetzen die 2023 ausgemusterten Hughes 369 HM/ASW. Langfristig soll der H135 der einzige leichte Hubschrauber der spanischen Streitkräfte sein und neben dem mittelschweren NH90, dem schweren CH-47 sowie dem Kampfhubschrauber Eurocopter Tiger die Hubschrauberflotte aller Teilstreitkräfte bilden.

#### MH-60R Seahawk
Der MH-60R Seahawk ist ein Mehrzweck-Bordhubschrauber und vereint die U-Jagd-Fähigkeiten der SH-60B und der SH-60F mit den Modernisierungen der Sikorsky UH-60M-Linie. Die spanische Marine hat vorerst acht Stück bestellt die als Zwischenlösung bis zur Indienststellung der NH90 NHF die SH-60B als Fregatten-Bordhubschrauber ersetzen sollen.

## Bekannte spanische Flottenkommandanten (Auswahl)

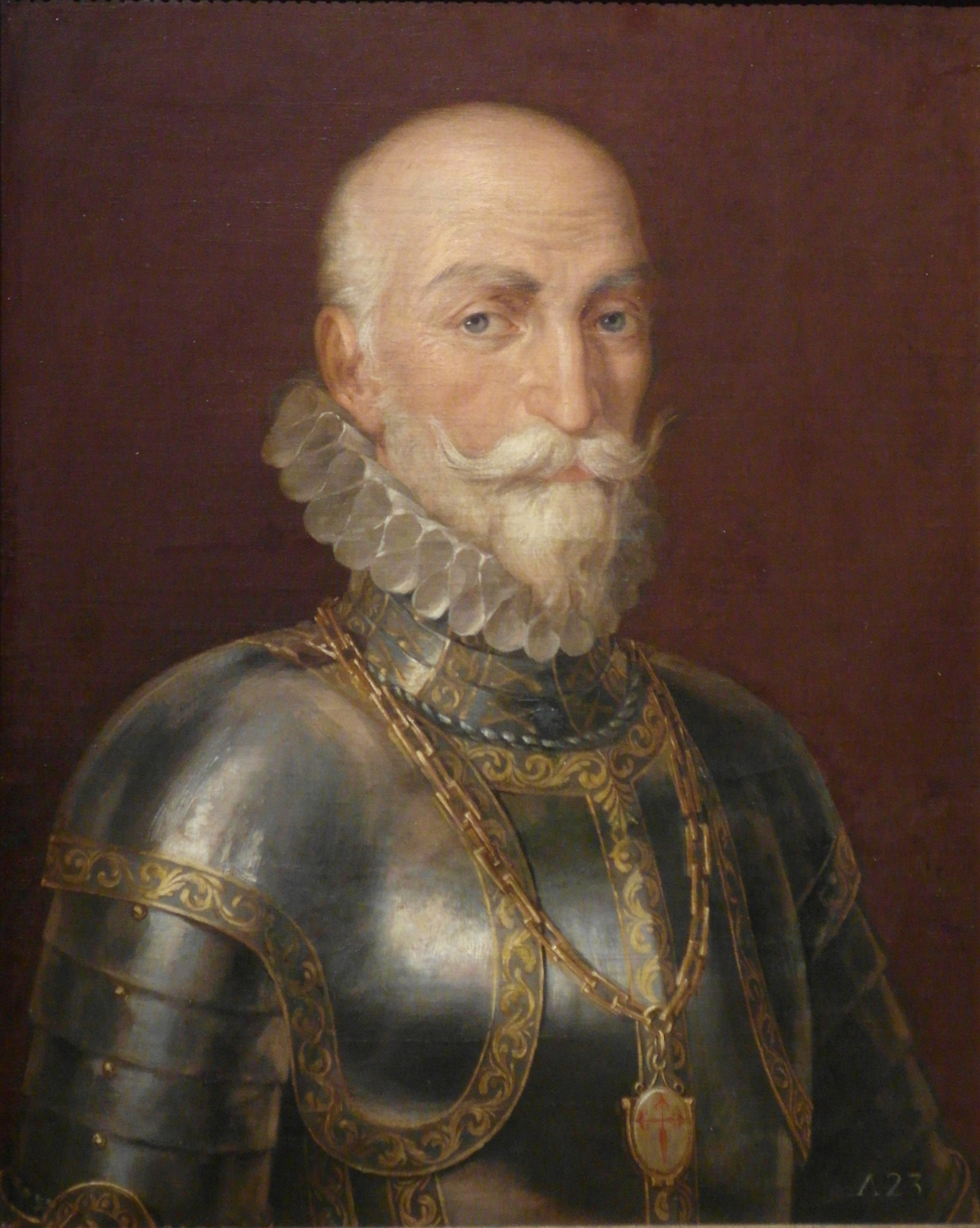
Generalkapitän und Flottenkommandant Álvaro de Bazán

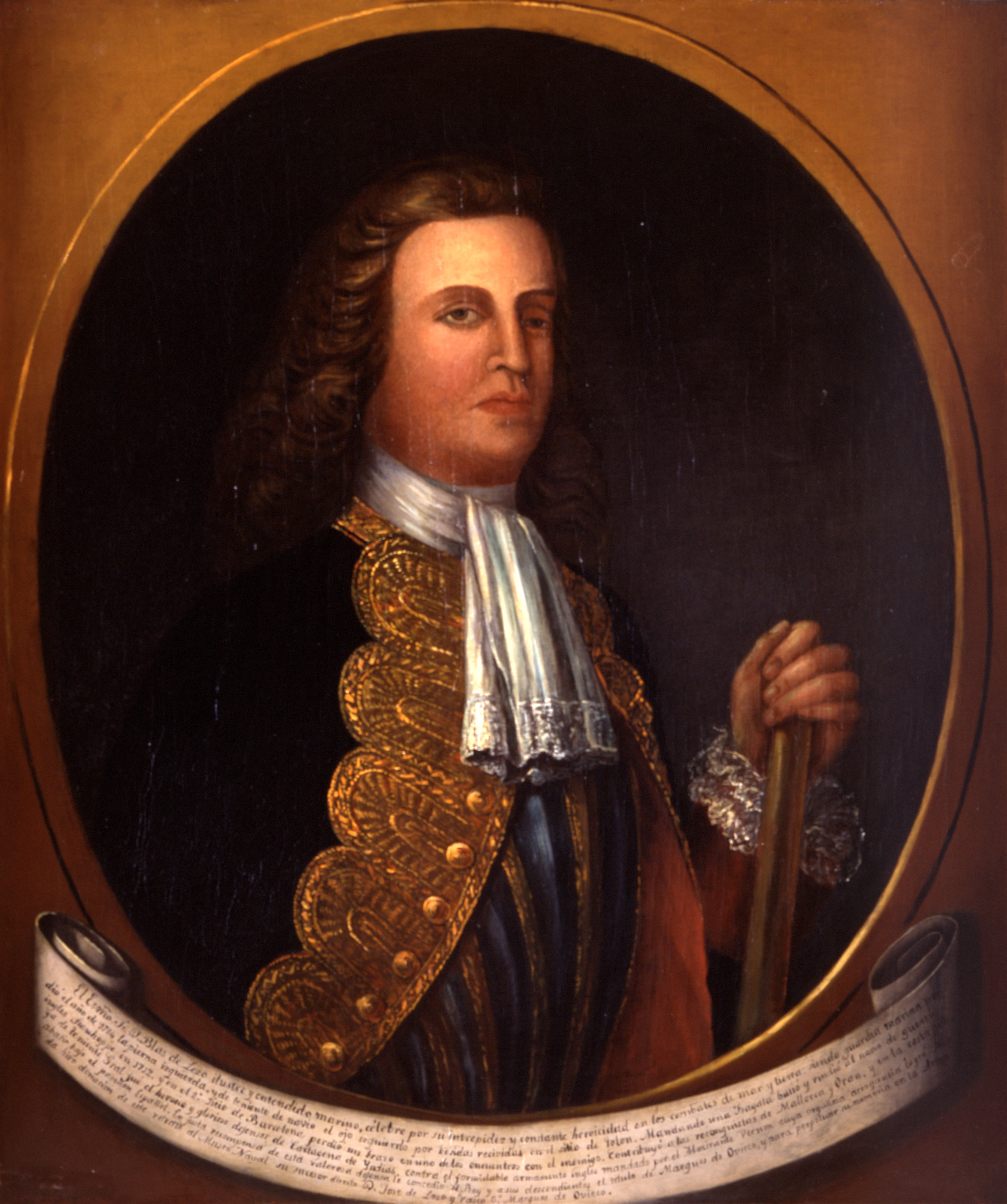
Admiral Blas de Lezo († 1741), genannt „Patapalo“ (Holzbein)

- Fernando Sánchez de Tovar († 1384)
- Gonzalo Fernández de Córdoba y Aguilar (1453–1515)
- Pedro Navarro (1460–1528)
- Miguel López de Legazpi (1502–1572)
- Álvaro de Bazán (1526–88)
- Luis de Zúñiga y Requesens (1528–76)
- Juan de Austria (1547–1578)
- Alonso Pérez de Guzmán (1550–1615)
- Carlos de Amésquita
- Blas de Lezo (1689–1741)
- Antoni Barceló (1717–97)
- Cosme Damián de Churruca y Elorza (1761–1805)
- Casto Méndez Núñez (1824–69)
- Pascual Cervera (1839–1909)
- Patricio Montojo (1839–1917)
- Fernando Villaamil (1845–89)